# 김덕령
김덕령(金德齡, 1568년 12월 29일~1596년 8월 21일)은 임진왜란 시기의 의병장이자 성리학자이다. 본관은 광산, 자는 경수(景樹), 시호는 충장(忠壯)이다. 별칭은 신장(神將), 초승장(超乘將), 익호장군(翼虎將軍), 충용장(忠勇將) 등이며, 일본군은 석저장군(石底將軍)이라 부르기도 했다. 본관이 광산이기는 하나, 동시에 용안 김씨의 시조로 받들어진다.
문무겸전의 인물로, 향교에서 성리학을 공부하던 중 임진왜란이 일어나자 담양 지방에서 그동안 모은 의병 3천여 명을 이끌고 출정하였다. 1593년(선조 26년) 이에 당시 전주에 내려와 있던 광해군으로부터 익호장의 군호를, 권율로부터 초승장의 군호를 받았고, 이듬해 1월 선조로부터 충용장(忠勇將)의 군호를 받는다. 1594년(선조 27년) 4월에 28세(만26세)에 팔도 의병 총사령관이 되었다.
그러나 김덕령이 의병으로 활동하던 시기는 명나라와 일본 사이에 화의가 이루어지던 시기라서 큰 전투는 거의 일어나지 않아 별다른 공은 없으며, 1594년(선조 27년) 수륙합동 작전이 이루어졌던 장문포 해전에도 김덕령이 참전했으나 거의 활약하지 못하였다.
그 뒤 부하 장졸을 너무 가혹하게 다루다 죽게 한 일 등으로 옥고를 치르고 1596년(선조 29년) 2월 말에 풀려났다. 그러다 1596년 7월 이몽학의 반란을 토벌하려 출병하였으나, 난이 끝나 돌아오다가 충청도체찰사 종사관 등의 무고로 투옥되어 옥사하였다.
1661년(현종 2년) 김덕령의 억울함이 신원되어 관직이 복구되었다. 1788년(정조 12년) 장군의 충효를 기리고자 사당을 건립하여 배향하는 한편 충장(忠壯)의 시호를 내렸다.
해광 송제민은 그와 내외종사촌 사이이다.

## 생애
김덕령은 조선 태종 때 의정부 찬성(贊成)을 지낸 김한로(金漢老 : 양녕대군 장인)의 12대손이다. 광주의 서쪽에 위치한 평장동(지금의 전남 담양군 대전면 대치리)에 집성촌을 이루어 세거하다가 고조할아버지 김문손(金文孫)이 1470년경 광주 노씨(光州盧氏) 부인과 결혼하여 처가 마을인 석저촌으로 들어와 살면서 그곳이 새로운 광산 김씨 집성촌이 되었다. 평장동과 석저촌(지금의 충효동)은 직선거리로는 5km 안팎으로 가깝다. 증조할아버지 김후(金翊)은 호조 정랑을 지냈으나, 할아버지 김윤효와 아버지 김붕섭은 재행(才行)이 있었음에도 벼슬에 나가지 못하였다.

### 생애 초반
김덕령은 1568년(선조 원년) 12월 29일 전라도 광주 무등산(無等山) 아래 석저촌(石底村)(현 광주광역시 북구 충효동) 성안마을에서 아버지 김붕섭(金鵬燮)과 직장(直長) 반계종(潘繼宗)의 딸인 어머니 남평 반씨(南平潘氏)의 3남 3녀 중 둘째아들로 태어나, 위로는 형 덕홍(德弘)과 누나 3명이, 아래로는 아우 덕보(德普)가 있다.
집안이 대대로 유학을 숭상하여 유업(儒業)에 종사하여, 어려서부터 종조부(從祖父) 사촌(沙村) 김윤제의 별장인 환벽당에서 글공부하며 유아(儒雅)를 쌓기 시작하였고, 14세에 부친을 여의었다. 17세에 향해(鄕解, 초시)에 합격하고, 18세 때 담양에 사는 흥양 이씨(興陽李氏) 부인과 혼인하였다. 20세에 형 덕홍(德弘), 매부 김응회(金應會), 묵재 이귀(李貴) 등과 함께 우계(牛溪) 성혼(成渾)의 문하에서 성리학을 배웠다. 어려서부터 무등산에서 말타기와 칼쓰기 등 무예를 익혔다고 한다.
당시 조정에서는 서인과 동인(東人)의 정권 싸움이 치열하였는데, 이런 가운데 1589년(선조 22년) 정여립의 난이 일어났다. 이때 서인의 좌의정 정철(鄭澈)이 위관(委官 : 재판장)으로서 동인의 과격파 이발(李潑) 등 1천여 명을 숙청하는 기축옥사를 일으키며, 이로 말미암아 동인의 원망을 크게 샀다. 김덕령은 성혼의 제자로서 서인 계열에 속하였고, 정철과는 동향(同鄕)이었으므로, 뒷날 동인 출신 대간(臺諫)들로부터 의병장 김덕령이 군율을 너무 엄격하게 적용하여 군사를 죽였다고 탄핵받기도 하였다.

### 임진왜란과 의병 활동
한편 김덕령의 뜻은 공부에 있었고, 활쏘기와 말타기가 있지 아니했으나, 임진왜란이 발생하여 형 덕홍이 전사하고, 어머니가 돌아가자, 나라의 수치와 형의 원수를 생각하며 날을 지내었다. 마침내 주변 사람들의 권유로 의병을 모아 거병하였다.

#### 의병 조직
1592년(선조 25년) 4월 13일 김덕령이 25세 때 임진왜란이 일어나자, 그해 6월에 김덕령은 형 김덕홍(1558∼1592)과 함께 의병을 일으켜 고경명(高敬命)을 찾아가서 박광옥(朴光玉) 등과 함께 그의 막하에서 의병으로 활동하며 전주에 이르렀을 때 돌아가서 어머니를 봉양하라는 형의 권고에 따라 고향 광주로 귀향하였다. 무등산에서 무예를 닦고, 주검동(鑄劒洞)에서 무기를 만들어 전쟁터로 보급하는 등 후방에서 관병·의병 활동을 지원하였다.
다음 달 7월 10일 형 김덕홍이 제1차 금산전투에서 호남을 침범하려는 고바야카와 다카카게[小早隆景]의 일본군을 맞아 싸우다가 전사하였다.
1593년(선조 26년) 6월, 제2차 진주성 전투에서 조선군이 대패함에 따라, 조정에서는 경상도 서부를 방비할 장병이 부족해지자 호남에서 유능한 장수를 뽑아 경상도로 보내기로 하였다. 이는 제1차 진주성 전투에서 진주목사 김시민에게 당한 패배를 설욕하려고 제2차 진주성 전투 과정 및 승전 후 진주 사람 수만 명을 죽였기 때문이다. 8월에는 진주 전투에서 순국한 의병들의 의(義)로움을 잇다는 계의병(繼義兵)이 일어났다.
그해 8월 노모마저 세상을 떠났다. 상중임에도 그의 매형인 김응회(金應會)와 종조부 김윤경의 외손자인 송제민이 의병을 일으키라 권하고, 아우 김덕보가 대신 삼년상을 치르기로 하자 거병을 결심한다. 10월에는 담양부사 이경린(李景麟), 장성현감 이귀(李貴) 등이 천거하여 그에 전라도 관찰사 이정암(李廷馣)이 직접 찾아와서 국가의 위급함을 구제하도록 권면하였다.
《난중잡록》에 따르면, 그해 윤11월 4일 친구 최담령(崔聃齡) 등 수십 명과 함께 다시 의병을 담양에서 일으키고, 논밭을 팔아 무기를 마련하고 격문(檄文)을 띄워 군사를 모집하니, 정병(精兵)이 1천여 명이 모였다.
현직 관료인 담양부사 이경린과 장성현감 이귀도 김덕령을 적극 도와주었다. 관내의 병역기피자들을 색출하여 의병에 편입시키었고, 전쟁 물자를 많이 지원하여 주었다. 지역 유지들도 적극 도왔다. 송제민은 제주도까지 가서 말을 가져왔으며, 고봉 기대승의 아들 함재 기효증은 김덕령 의병의 도유사가 되어 각 지방에 통문을 보내어 양곡을 모았다. 김덕령의 친척인 김응회, 이인경,김언욱, 김존경, 김덕후 등도 큰 역할을 하였다. 김응회는 김덕령의 매형으로 김덕령 군대의 핵심참모였고, 이인경은 손위처남으로 군관으로 활약했고, 김언욱(金彦勖)은 고종사촌으로 김덕령 군대의 핵심참모였고, 김존경은 김언욱의 아들로 문장이 뛰어나 문서 작성과 전령 업무를 담당하였다. 김덕휴는 사촌동생인데 김덕령의 비서실장 역할을 하였다.
12월 13일 이정암은 자신이 천거한 김덕령에게 각 고을에 저축한 군량과 병기를 내어줄 수 있도록 분조에 청하여 허락을 받았다. 또한 전혁직 관료도 김덕령을 도왔다. 현직 관료로는 해남 현감 위대기(魏大器)와 군산 만호 이세침(李世琛)이 있고, 전직 관료로는 의병을 일으킬 때부터 도와준 전 별좌(別坐) 김응회와 전 찰방(察訪) 김언욱이 있었다. 한편 이정암이 청한 군량은 11월에 명을 받고 해산한 계의병으로부터 일부 받았다.
하편 이정암의 장계에 따르면, 첫째 모병은 조정의 하명에 따랐으며, 둘째 이정암이 김덕령을 직접 만나 추천할 만한 장수임을 확인했고, 원근에서 그를 좆아서 의병이 많이 모였으며, 셋째 조정에 군량과 병기 등을 지원하고 표창하는 등 사기를 북돋아 줄 것을 요청하였다.

#### 군호를 받다
1593년 12월 22일 김덕령은 담양부사 이경린의 주선으로 전라도 삼례에서 세자 광해군을 만나게 된다. 당시 세자는 무군사(撫軍司)를 이끌고 군인과 백성들을 위로하고 장수를 모집하려고 전주로 내려오는 중이었다.
12월 27일 분조의 광해군은 전주 과거시험장에서 주재하였다. 문과 시관은 좌의정 윤두수, 호조판서 한준, 세자 우빈객 이항복, 문학 유몽인 등이었고, 무과 시관은 좌참찬 이산보, 동지사 박진, 훈련원 첨정 정사시, 병조정랑 조응록 등이었다. 김덕령은 수많은 수험생 앞에서 무예 시범을 보임으로써 국가와 백성들이 인정하는 장수가 되었다. 전주 과거시험에서는 문신 11인과 무신 1천 6백 인이 뽑히었다. 한편 도원수 권율도 무군사의 명령을 받들어 경상도 합천에서 무과시험을 치러 무인 9백 명을 뽑았다.
김덕령이 보인 무술 시범을 보고 흡족한 광해군으로부터 익호장(翼虎將)이라는 칭호와 함께 군기를 수여받았다. 이후 김덕령은 도원수 권율에게도 그간의 경과와 군사상황을 보고하였다. 이 보고를 받은 권율은 김덕령에게 초승장(超乘將)의 군호와 초승군(超乘軍)이란 표장을 내린다.
한편 김덕령이 세자 광해군을 만나 군호를 수여 받는 사이 명군이 경주와 삼지 등에서 철수하는 등 상황은 급박하게 돌아간다. 이에 경상도에 내려가 있던 병조판서 이덕형은 경상도 진주와 경주를 지켜야 함을 역설하며, 그동안 불어나서 3천 명에 이르는 의병을 이끄는 김덕령에게 그 방어를 맡기기를 청한다.
그 보고를 받고 비변사는 급히 선조에게 김덕령의 군대에 초승군이라 칭하고 기치를 내리기를 청하나, 선조는 아직 김덕령에 대해 잘 알지 못하고 큰 공이 없으니, 기치를 내리는 일은 신중히 하라고 명한다. 이틀 뒤, 1594년 1월 1일 선조는 충용장(忠勇將) 및 충용군(忠勇軍)의 군호를 내리지만, 기치를 내리는 일은 보류한다. 1594년 1월 5일 선조는 김덕령을 선전관과 좌랑의 벼슬을 내린다. 이때 아직 군공이 없다는 이유로 고관에 제수하지는 못하였다.
당시 사정이 급박하다고는 하나, 선조가 직접 군호를 내리고 교지까지 남겼다는 것은 김덕령에 대한 선조의 기대가 컸음을 뜻한다.

#### 출병
1594년(선조 27년) 1월초 충용장 군호를 받은 김덕령은 곧바로 서울로 가서 선조의 소명을 받아야 했으나, 사정이 급박하여 김덕령은 무군사의 명을 받아 경상도로 떠난다. 이는 1월 2일 세자 광해군을 따라 전주에 내려와 있던 좌의정 윤두수가 영남의 전선이 위태하니 김덕령의 군대인 충용군을 경상도로 보내겠다고 보고하였기 때문이며, 1월 3일 김덕령도 상소하며 경상도로 떠나기를 청하였다.
1월 5일 선조는 김덕령을 선전관과 정6품 좌랑의 벼슬을 내린다. 1월 6일 김덕령은 장성 임암산성과 담양 금성산성에서 훈련하고 있는 군사들을 모두 담양 추성관으로 모이게 하였다.
격문을 띄우고 김덕령은 담양에서 대기하였는데, 《난중잡록》과 《연려실기술》에는, 김덕령군의 예정 경로가 담양에서 출발하여 순창-남원-운봉-함양-산음-단성-삼가-의령-함안-창원-김해-동래-부산-동해-대마도를 거쳐 일본 오사카로 향한다고 쓴 그의 격문이 인용되어 있다. 그렇게 보름가량 담양에서 대기하며 추가로 모병하여 병력이 3천에 이르는데, 그때 해남 현감 위대기와 군산만호 이세침이 김덕령의 충용군에 합류하였고, 김덕령의 측근 김응회와 김언욱이 벼슬을 받았다.
1월 22일 김덕령의 충용군은 3천여 명의 전라도 의병을 거느리고 군량미 3천 석을 실은 후 전라도 담양에서 출발하여 순창을 거쳐 남원을 머문다. 남원에 머무는 동안 조방장(助防將) 곽재우의 군대에 합류하여 명령을 받겠다는 서신을 보내었고, 최담령을 별장으로 삼아 한 달 남짓 의병을 훈련 시킨다.
2월초에 조정에서는 분조에서 실시한 전주 무과시험 합격자 등을 김덕령의 충용군에 합류시켜, 충용군은 관군과 의병의 연합부대 성격을 띈다. 충용군은 경상도 함양에 도착하여 도원수 권율 막하에 가서 도착 보고를 하고 일본군을 토벌할 계책을 논의했다. 조정에서는 김덕령에게 진해·고성의 경계에 머물면서 경상도 거제, 진해, 함안 등지에서 노략질하는 일본군을 방어하도록 전교를 내린다.
2월 2일 경상도 산음현(지금의 산청군)의 환아정(換鵝亭)에 본진을 마련한다. 최강(崔堈), 안신갑(安信甲) 등 13명을 임명하였다. 3일에는 함안 부근 남산리(오늘날의 함안군 장지리·사내리 일부)에 도착해 산정에 가시나무 울짱을 두고 진을 치고, 별장들에게 병사를 매복케 하였다.
정탁의 《임진기록》에 따르면, 2월 5일 김덕령 휘하의 별장 최강(1559~1614)이 고성에 나아가 일본군 수백 명과 맞서 싸워 넷을 베고 90여 명을 활로 쏘아 죽였고, 8일에도 최강이 창원에서 일본군과 맞서 싸워 30여 명을 활로 쏘아 죽이고 한 명의 수급을 베었다. 오희문의 《쇄미록》에 따르면, 고성 전투는 3월 22일에 일어난 일이다. 다만 이 두 전공은 최강의 전공이며, 김덕령의 전공으로 보기는 힘들다.
2월 7일 김덕령은 기병 100여 기를 이끌고 창원 성밖 5리쯤 되는 곳에 곧장 들어갔다. 일본군의 위세가 진주성 전투 때와 비슷했으며, 매복하던 일본군 네댓 명이 칼만 휘두르다 후퇴했다. 김덕령이 진영으로 돌아와 염탐하니 일본군은 웅천(熊川)과 김해(金海) 등으로 돌아갔다고 한다. 9일 산음 본진으로 돌아온다. 10일 새벽 권율의 명을 받은 김덕령은 여러 별장을 거느리고 각각 300여 명을 인솔하여 전날 매복했던 곳에서 일본군의 허리를 끊게 했다.
2월 27일 김덕령의 충용군이 산음에 주둔한다. 충용군이 경상도에서 머무른 지 한 달이 되자 군량 부족에 시달린다.
3월 2일에 이르러 김덕령은 조정에 치계(馳啓)한 뒤, 별다른 전투 상황도 없고 군량도 부족함을 들어, 예하 3천여 병력 가운데 호남 군사로 벼슬한 자 5백여 명만 남기고 모두 귀농시켰다. 조정에서도 상황이 심각함을 알고, 위급시만 징병하고 평시에는 둔전을 설치하여 운용토록 한다.
4월 1일(또는 4월 12일) 김덕령 충용군은 산음을 떠나 의령을 거쳐 진주목 동쪽 대곡리(현재는 대곡면 대곡리)로 본진을 옮겼다. 진주 대곡리는 함안과 고성 사이에 있어, 일본군이 서쪽으로 진출할 때 지나야 할 요충지였다. 그곳에서 진해와 고성 지방을 방어하였다. 그해 여름에는 대곡리를 떠나 진주 월아산 아래 대여촌(지금의 진주시 금산면 가방리 관방마을) 들판에도 진을 치고 둔전을 설치한다. 군인들은 식량의 자급자족을 위하여 농사를 지었다. 또한 장기전에 대비하여 진주성을 한눈에 바라볼 수 있는 월아산(月牙山) 정상에 목책을 설치하고 제무소를 만들어 칼과 창 등의 무기도 제조하였다.
한편 《선조실록》 1594년 4월 17일, 18일자 기사에 따르면, 변방의 장수들이 굶주린 우리 백성의 목을 베어 전투에서 얻은 일본군의 목이라고 허위보고를 하고, 대부분의 군대들이 예전에는 명나라 군대에 의지하더니 이제는 김덕령의 충용군에만 의존하여 아예 손을 놓고 있었다. 도원수 권율의 지도력에 대한 문제도 제기되었다.
그 무렵 1594년 4월에 선조는 각도의 모든 의병을 혁파하는 정책을 시행하였는데, 임계영의 전라좌의병, 변사정의 적개의병(敵愾義兵) 그리고 정인홍의 경상도 의병들을 해산하거나 그 일부를 모두 충용군에 소속시키었고, 그에 따라 김덕령은 나이 28세(만26세)에 의병 총대장에 임명되어, 조방장(助防將) 곽재우와 함께 도원수 권율의 막하에서 경상도 서부 지방 방어 임무를 맡았다.
그 뒤에 김덕령과 충용군은 9월 2일 권율 휘하에서 경상도 고성(固城) 지방에서 일본군 2백여 명과 맞서, 김덕령을 비롯한 2백여 명이 매복하여 싸워 단 한 명도 베지 못하였으나, 잡혀가던 사람 50여 명을 남김없이 구하여 데려오는 공을 세운다.
이렇듯 의병장 곽재우 장군과 힘을 합쳐 여러 차례 걸쳐 일본군에 맞서 싸웠으므로 위명이 높아갔다. 김덕령이 의병을 일으킨 시기는 강화교섭기로서 큰 전과는 없었지만, 고성(固城)·창원(昌原) 방어를 통해 일본군이 진주 일원의 지역에 다시는 출현할 수 없도록 하여 결국 전라도를 온전히 보전할 수 있도록 하였다.
한편 9월 21일 선조는 그간의 노고를 치하하여 권율, 이빈, 곽재우 등 육군 수뇌부와 이순신, 원균, 이억기 등 수군 지휘관에게 포상하였고, 김덕령도 호피와 방한복 한 벌을 하사받았다.

#### 장문포 해전
1594년(선조 27년) 9월 말부터 10월 초까지 장문포(場門浦)에서 충무공 이순신, 경상우수사 원균, 육병장(陸兵將) 곽재우 등과 수륙 연합전에 참가한 것을 비롯하여 경상도 진해·고성 지방을 방어하였다.
1594년 8월 6일 장문포 해전에 앞서 조선 수군은 좌의정 윤두수는 삼도 체찰사가 되면서, 도원수 권율, 삼도 수군통제사 이순신 체계를 갖추게 된다. 삼도체찰사 윤두수는 경상우수사 원균의 건의에 따라 수륙합동작전을 비변사에 보고하지만, 비변사에서는 반대하고, 선조는 그 소신이 가상하다고 여겨 허락한다. 육군은 권율, 김덕령, 곽재우, 선거이 등이 나서고 수군은 이순신, 원균 등이 나섰다.
김덕령은 도원수 권율로부터 9월 27일까지 견내량으로 모여 장문포 전투에 참전하라는 명령을 받고, 26일에 8백여 병사를 거느리고 도착한다. 장문포는 현재의 거제시 장목면 장목리에 위치한 포구로서 바로 앞에는 칠천도가 있다. 27일에는 삼도수군통제사 이순신이 경상우수사 원균과 함께 전선 50여 척으로 한산도에서 일제히 출발하여 적도(거제시 문덕면) 앞바다에 이르렀다.
전투에 앞서 김덕령과 곽재우의 대화가 《선조수정실록》에 나오는데, 곽재우와 조정의 기대는 큰데 반해 김덕령은 자신감이 없고 부담스러워 한다.
조경남의 《난중잡록》과 이순신의 《난중일기》에 나타난 장문포 수륙 합동작전이 9월 28일부터 시작한다.
당시 충용장 김덕령은 도원수 권율의 명령에 따라 의령에서 차출된 군사를 이끌고 선봉장으로 장문포 전투에 참전하였으나, 10월에는 각기증에 들어 전투에서 그다지 활약하지 못하였다. 권율의 장계에 따르면, 곽재우를 전군을 지휘하는 도별장으로 삼고, 윤두수의 140여 명과 이일(李鎰)의 210여 명은 육전을 지원하도록 장수를 정하여 출전시키는데, 김덕령이 때마침 각기증을 앓고 있어 말을 타거나 걷는 모습이 쓰러질 듯싶어, 여러 장수는 모두 겁을 먹은데다가 또 거제의 적병이 산야에 깔려 있다는 소식을 듣고는 더욱 의구심을 갖게 되었다고 한다. 병조좌랑 김상준이 전한 김덕령의 병세도 그와 비슷하다.
《난중잡록》과 《연려실기술》의 기록에 따르면, 9월 29일 첫 전투에는 각기증으로 참여하지 못하고 10월 4일의 두 번째 전투에 가까스로 참전하나, 초라한 모습이었다고 한다. 일본군이 성에 올라 대항하매, 선거이가 김덕령에게, 용맹을 보여 달라고 청하나, 배에 타고 익호기(翼虎旗) 두 개를 뱃머리에 꽂고 선봉으로 전진하다가 적의 공세가 거세어 퇴각하였다.
《난중일기》에 따르면, 10월 4일 이순신은 조방장 곽재우·충용장 김덕령과 함께 수륙 합동작전을 협의하고 대대적으로 수륙합동공격을 실시하였다. 김덕령이 군사 수백 명을 이끌고 땅으로 상륙하여 산으로 올라가고 바다에서 수군이 호응하는 작전이나, 별다른 전과 없이 끝났다. 선봉에 선 김덕령 부대가 잠시 일본군을 혼란 시켰으나, 일본군이 높은 위치에서 총을 쏘아대니 공격을 멈출 수 밖에 없었고, 이에 선거이를 포함한 여러 장수들이 모두 퇴각하였다.
조선군은 장문포에서 세 차례나 수륙합동작을 펼치며 일본군을 공격하였으나, 후쿠시마 마사노리[福島正則]가 견고하게 쌓은 성을 철통같이 수비한다. 일본군은 1.6km나 되는 거리에 뗏목을 배치하여 조선 수군의 접근을 막았고, 또한 “일본이 명나라와 더불어 지금 화친을 논의하고 있는 중이니 싸울 필요가 없다.”라는 패문을 써서 땅에 꽂고는 싸우려 하지 않았으므로 별다른 전과를 거두지 못하였고, 결국 10월 7일부터 충청병사 선거이와 조방장 곽재우, 충용장 김덕령 등이 육지의 주둔지로 돌아가는 등 차츰 후퇴했다.
이렇게 장문포 전투에서 수륙합동작전이 실패로 끝나자 작전 실패의 책임을 물어 도체찰사 윤두수가 체직되고, 김덕령도 조정과 여러 사람으로부터 기대를 잃게 되는 결과를 초래하고 만다. 《난중잡록》에 따르면, 장문포 전투에서 좌상 윤두수에게 잘못 보여 훗날 목숨을 잃기에 이르렀다.
그러나 선조는 자신이 허락하여 치른 전투였음을 감안하여 윤두수를 감싼다. 다시 말해 장문포 전투에 대한 장계 문제로 논란이 생기고, 선조가 윤두수를 감쌌으나 결국 체직한다. 경상도 관찰사 홍이상이 11월 19일에 보낸 장계가 조정을 발칵 뒤집는다. 이 장계에는 전라주사(全羅舟師)의 사후선(伺侯船) 3척이 실종되고, 그 배에 탄 군사들이 거의 다 죽은 사실이 적혀 있었다. 10월 1일과 3일의 일부 경과를 서로 숨기고 사실대로 알리지 않고, 도리어 공훈을 보고하였다면서, 사헌부는 11월 22일에 권율·이순신을 잡아들여 신문하고 윤두수를 파직하라고 주청한다. 12월 1일까지 여러 차례 사헌부, 사간원 등에서 돌아가며 상소가 올라왔고, 결국 선조는 전쟁이 진행 중인 상황에서 장수를 바꾸는 일은 병가(兵家)에서 꺼리는 일이라서 권율·이순신은 체직시킬 수 없다고 하면서, 다만 16차례에 걸쳐 탄핵을 당한 윤두수만 체직시키고 이 사건을 마무리한다. 즉, 장문포 해전은 (원균이 처음 입안하고) 윤두수가 장계를 올려 허락을 받고 총책임자가 되었으며, 야전에서 도원수 권율과 통제사 이순신이 전투지휘를 하는 전투였다. 윤두수는 이 전투의 패배와 보고 미비의 책임을 지고 체직되었으나, 전투지휘를 했던 권율과 이순신은 전장의 장수라는 이유로 체직되지 않았다.
한편, 1594년 9월 1일자 《선조수정실록》에도 “김덕령은 신용(神勇)이 있으니 싸우지 않으면 몰라도 싸우기만 하면 반드시 이길 것으로 알았는데, 한 차례 전투에 공이 없자 주변 사람들이 실망하였다”고 적고 있다. 10월 14일자 《선조실록》에서, 심지어 영의정 유성룡은 “김덕령이 병이 있다고 하는데, 일이 성공되지 못할 줄 알고 병을 핑계한 것인지도 모르겠습니다”라고 혹평한다. 도리어 선조가 “덕령이 만일 일이 성공되지 못할 줄 알았다면 의당 대장(大將)에게 힘써 말하여 중지시켰어야 한다. 듣자니 ‘여러 장수들은 덕령이 오지 않자 지팡이 잃은 맹인과도 같았다.’고 하는데, 여러 장관(將官)이 덕령 한 사람이 오지 않았다고 해서 그렇게 낙심을 한단 말인가. 당초 거사할 때 나도 반드시 패할 줄을 알기는 하였으나 적을 토벌하려는 마음은 매우 취할 만하다. 비변사에서는 과히 책망하지 말고 별도로 뒷 일을 잘 수습할 수 있는 계책을 하도록 하라.”라고 두둔한다.
진주에서 주둔한 지 2년이 다 되었건만 전투다운 전투는 하지 못하고 있었고, 명성을 드높일 기회인 장문포 전투에서도 초라한 성과를 거두자, 김덕령에 대한 조정의 신망은 갈수록 추락 일로였으나, 《선조실록》 1595년(선조 28년) 1월 8일과 2월 6일자 기사에 따르면, 선조는 아직도 김덕령을 계속 신임하였다.
10월 13일 장문포 해전을 마친 뒤 권율의 명에 따라 1593년 6월 하순 제2차 진주성 전투에서 순절한 의사들의 원혼을 달래기 위한 제사를 지낸다.
1595년 1월 27일에 선조가 김덕령의 처자에게 식량을 주어 보살피자, 2월 3일 김덕령은 선조에게 사은 상소를 올린다. 한편 그 상소에서 김덕령은 군량 부족을 호소하였고, 조정은 그에 답하여 전라도 담양(潭陽) 등 네 고을에서 그 곡식을 계속 운송하여 군량이 떨어지지 않게 하도록 명하였다.

#### 살인죄와 옥고
1595년(선조 28년) 말까지 김덕령은 진주에 둔전의 설치 등 전쟁에 대비하였지만, 강화의 추진으로 출전 기회가 적었고, 의병 진영에서 장기전의 대비에 따른 피로의 누적으로 군율의 기강 해이되는 사건이 빈발하였다. 그 해이해진 군사 기강을 바로잡으려고 군율을 엄하게 시행하여 도망치는 부하 몇 사람을 붙잡아 처벌하자, 막료와 군사들 사이에서는 불평의 소리가 터져 나왔다. 비변사에 이것이 보고되자 서인과 동인을 막론하고 의병 대장 김덕령에 대한 비난을 쏟아 냈다. 그 뒤 윤근수가 체포하여 투옥할 때 서인은 그를 비난하였으나 동인의 재상들이 그를 옹호하였다. 이에 선조는 김덕령을 석방하였고, 이를 “제1차 김덕령 옥사”라고 부르기도 한다.
1595년 4월에 선조는 해평부원군 윤근수(尹根壽 1537∼1616)를 불러 일본군의 동태, 명나라 군대의 움직임, 그리고 조선군의 동향을 파악하라는 지시를 내린다. 이에 윤근수는 전라도와 경상도 각 지역을 돌아보다가, 진주에서 처음으로 김덕령을 만난다. 송강 정철이 성혼의 친우이고, 김덕령은 성혼의 제자였으며, 윤근수는 정철이 제기한 세자 책봉문제를 지지·찬성하다가 유배를 갔었기 때문에 그동안의 노고를 치하하고 각별한 애정을 표시한다. 그러다 윤근수는 이곳에서 그의 노복이 죄를 지어 문초를 받고 있음을 알고 김덕령에게 선처를 부탁한다.
같은해 9월에 윤근수는 특산물 조달의 현지 조사를 위하여 체방사가 되어 다시 진주를 방문했는데, 그가 석방을 부탁한 노복이 김덕령에게 죽었다는 소식을 듣게 된다. 10월 17일자 윤근수는 분노하여 김덕령을 진주 옥에 가둔다.
김덕령이 첩보 전달을 지체했다는 이유로 역졸 한 사람을 매로 쳐서 죽였다고 알려진 일은 첩보를 전달하는 전령이 제 역할을 못하여 적의 정보파악이 늦어지고 군량 조달에 차질이 빚어져서, 또 그 전령을 잡아서 볼기 몇 대를 쳤는데, 그게 와전되어 돌에 매달아 물속에 넣었다고 김덕령은 모함을 받았다. 김덕령이 약속을 어기고 윤근수의 노속을 죽였다고 알려진 일은 장문포 전투에 참가하기로 했던 병사 최인상·최덕웅 형제가 도망을 가서 그의 아버지 최춘용을 심문하는 과정에서 병사들의 아버지를 매질하였는데, 윤근수의 부탁에 따라 풀어 주었으나, 그 뒤 상처가 악화되어 죽었다. 이렇듯 군율에 따라 장졸을 다스린 김덕령에게 살인죄를 적용함은 지나치다고 진주 출신 부사 성여신과 진주 유생 박흥주 등은 도체찰사 이원익에게 선처를 호소하는 청원서를 보낸다. 김덕령이 경상도에 머무르는 동안 커다란 전공을 세우지는 못하였으나, 지역민들로부터 나쁘지 않는 평가를 받았음은 분명하다.
이듬해인 1596년(선조 29년) 김덕령이 진주옥에 갇힌 지 3개월이 다 된 1월이 되어서야 의금부로 옮겨 국문을 당했으나, 우의정 정탁(鄭琢) 등이 석방을 탄원하는 등 사면을 요청한다. 1월 8일 김덕령이 증거를 들어 스스로 해명하고, 선조도 풀어주라 비변사에 명하였다. 그러나 1월 13일 사헌부에서 김덕령의 처벌을 간하며 아울러 그를 처벌하지 않은 형조 당상·색낭청의 추고를 청하였다. 《선조실록》 1월 14일자 기사에 따르면, 이 두 번째 청까지도 선조는 처벌을 허락하지 않지만, 1월 15일 사헌부가 세 번째 청을 하자 그때야 의금부 압송을 허락한다.
첫 옥살이는 큰 고초를 겪지 않고 지낸 듯하다. 1월 17일 이호민·유성룡 등이 풀어주도록 청한다. 감옥에 갇힌 지 4개월만인 1596년 2월 28일에 선조는 특명으로 김덕령을 풀어주고 그에게 궁중에서 사용하는 내구마(內廐馬) 한 필을 주라고 명한다. 다만 3월 3일 이덕형이 선조에게 김덕령을 만나보라 청하고 선조가 김덕령을 보고 싶다고 오게 하라고 명령을 내렸으나, 3월 1일에 김덕령은 식량이 부족하여 군중으로 내려간 뒤였다. 그때 선조는 입시한 여러 신하에게 일러 평하기를, 대장을 삼기에는 알맞지 않고 돌격 장령(突擊將領)을 시키기에 합당한 자라고 하였다.

### 이몽학의 난과 압송
1596년(선조 29년) 7월 6일 충청도 홍산(鴻山) 지역에서 왕족 이몽학(李夢鶴)이 난을 일으켰다(→이몽학의 난). 이몽학은 “충용장 김덕령과 의병장 곽재우·홍계남 등이 모두 군대를 연합하여 도우며, 병조 판서 이덕형이 내응한다”라는 등 거짓말과 헛소문을 퍼뜨렸다. 한편 7월 12일에 도원수 권율은 충청병사 이시언의 요청을 받아 전라감사 박홍로와 함께 군사를 거느리고 여산을 거쳐 이산(尼山)으로 향하였다. 도중에 권율은 반란군의 세력이 매우 많음을 알고 충용장 김덕령에게 명령하여 군사를 거느리고 오게 하였다. 그러나 며칠 뒤 부여군 석성(石城)에서 크게 이겨 이몽학의 목을 베어 난을 진압한다.
7월 14일 권율의 명을 받은 김덕령은 난을 진압하려고 진주를 떠나 충청도로 진군하다 15일에 단계에서 유숙했으며 16일에 함양으로 갔다. 17일에 미처 운봉에 닿기 전에 도원수가 다시 전령을 고쳐 반란이 진압되었다고 하였기에, 광주로 돌아가려 했으나 허락받지 못해 진주로 진소(陣所)로 돌아간다.
이몽학이 죽은 뒤 그가 지닌 문서를 보니 김·최·홍의 세 성(姓)이 적혀 있었다. 도원수 권율이 홍주 옥에 갇힌 모속관(募粟官) 한현(韓絢)을 심문하니 그는 “김덕령·최담령·홍계남이다”고 자백하고, “곽재우와 고언백도 모두 나의 심복이었다”라고 자백하였다. 이에 무과에 급제한 정식 장수이면서도 후방에 배치되거나 김덕령의 막하에서 종군함을 불만으로 여기던 충청도 순찰사 이정암의 종사관 신경행(辛景行)이 7월 18일에 김덕령을 체포하라는 장계를 올린다. 그때 충청 병사(忠淸兵使) 이시언(李時言)과 경상 병사(慶尙兵使) 김경서(金景瑞)가 더욱 장군을 꺼려서 시기를 이용해 죽이려고 밀계(密啓)하여 김덕령이 반역할 정황이 있다고 말하고, 영의정 유성룡이 이시언 등의 말에 동조하였다.
그러한 무고가 받아들여져, 선조는 즉시 동부승지 서성(徐渻)을 보내 김덕령을 잡아오도록 하였다. 서성이 전주에 이르니 도원수 권율이 김덕령을 이미 진주 옥에 가두어 놓은 상태였는데, 권율은 김덕령이 명령을 거역할까 염려하여 비밀리에 성윤문(成潤文)에게 시켜 그를 잡아오게 하였다. 성윤문은 김덕령의 억울함을 알기에 두 손만 자물쇠로 채워서 옥에 보냈다. 서성이 장계를 올렸는데, 거기에 四日遲留 觀望成敗(나흘동안 머뭇거리며 성패를 바라보다.) 여덟 글자가 있었는데, 그게 죄목으로 되었기 때문에 서성이 비난을 받았다.
7월 27일에 서성은 김덕령을 전 현감 김경눌 등을 시켜 함거(檻車)에 실어 압송하도록 하여 서울의 옥에 가둔다. 이를 “제2차 김덕령 옥사”라고 부르기도 한다. 다만 김덕령이 국문을 당하고 있는데도 권율이 김덕령에 대해 어떠한 변명도 하지 않았다.
한현이 동조자로 지목한 곽재우, 고언백, 홍계남은 잡혀왔다가 우의정 정탁·김응남 등의 구명·탄원에 노력하여 풀려났고, 반란군의 입에 오르내린 병조판서 이덕형은 40일 동안 거적을 깔고 엎드려 처분을 기다린 끝에 무사하였다. 그러나 오직 김덕령만은 무사하지 못하였다.
8월 4일 선조에게 친히 첫 국문을 받는다.

### 죽음
1596년(선조 29년) 8월 4일 국문에서 그는 혐의를 승복하지 않고 억울함을 호소하였다. 그 국문에서 김덕령은 선조에서 7월 14일부터 17일까지 있었던 일을 아뢴다. 선조는 그걸 듣더니 사가(私家) 한 칸에 따로 가두게 한다. 1596년 8월 21일까지 선조는 그에게 6회 친국하였다.
첫 추국 뒤 김덕령은 삼엄하게 감시 받는다. 며칠 뒤 8월 8일에 선조는 김덕령의 심복 최담령을 친국한다. 최담령은 전라도 부안에 있는 처자를 만나러 갔다가 잡혀 올라왔다. 이어서 선조는 8월 14일에 전교를 내려서, 최강·김언욱 등 김덕령의 참모들을 지체 없이 추국하여 김덕령 사건을 신속 처리케 한다.
8월 16일부터 추국청은 선조가 친국하는 사이에도 김덕령을 매일 형문한다. 8월 18일 3차, 8월 19일 4차, 8월 20일 5차 친국이 이어진다.
《국조인물고》에 따르면, 친국을 진행하는 도중에 선조가 여러 신하에게 물으니, 행지중추부사(行知中樞府使) 정탁(鄭琢)과 김응남(金應南)은 김덕령이 반역하지 않았다고 답하나, 영의정 유성룡만은 대답이 없다가 다시 물으니, “이 뒤에 만일 어떠한 생각지 않았던 일이 생긴다면 김덕령같이 용맹한 자를 놓아주었다가 다시 잡아들일 수 있을는지는 신이 알지 못하겠습니다.”라고 하였다.
정탁은 증거가 없음을 들어 여러 차례 김덕령을 구명하려 노력하였다. 김덕령의 이름이 반란군의 공초에 많이 나오지 않다는 점을 감안하여 신중한 처리를 주장하였고, 김덕령의 구명을 위한 상소문, 즉 〈김덕령옥사계〉(金德齡獄事啓)를 지었다. 김덕령 자신도 친국에서 “비록 도적들의 한 말이 그와 같을지라도 공모했다면 반드시 오고 간 자취가 있을 것입니다. … 그런데 제가 터무니없는 명성이 있었기 때문에 저 역적의 무리들이 국가에서 저를 쓰지 않도록 하게 하려고 시기하여 모함하는 흉계를 부린 것입니다. 제가 우러러 받드는 군부의 앞에서 분변하지 않는다면 어디에서 발명(發明)하겠습니까?”라며, 그러한 사실이 없음을 주장하였다.
8월 21일 최종 6차 친국에서도, 수차례 고문을 당하여 김덕령은 겨우 목숨만 남아있었으나 행동거지는 평상시와 같았다.
그날 마지막에 이르러 선조가 구명할까 여겨 국문장의 신료에게 물었으나, 살려야 한다는 사람이 없었다.
《선조실록》에 따르면, 류성룡은 김덕령을 살리는 데 소홀했다. “역적들의 공초에 많이 나온 자가 김덕령이어서 마땅히 추문(推問)해야” 하고, “김덕령은 송유진(宋儒眞) 때에 자주 역적들의 공초에 나왔었으나 그때는 사람들이 의심하지 않았습니다. 그런데 이번에 또 한현(韓絢)의 초사(招辭) 속에 나왔으니, 이는 의심할 만한 일입니다.”라고 하였다. 《선조수정실록》에 따르면, 동인인 류성룡은 김덕령에게 죄가 있음이 확실하니 다른 죄인이 다다를 때까지 치죄를 신중히 따져가며 하도록 간했으나, 서인이며 윤근수의 형제인 판중추부사 윤두수는 즉시 엄벌에 처할 것을 주장했다. 또한 류성룡은 살 도리가 없으니, 그의 일당을 국문한 뒤에 처리하기를 바랐고, 놓아주는 일도 반대했다. 훗날 현종대(1668년; 현종 9년)에 그 일을 다시 거론한다. 치대(置對)함에 미쳐서는 근거로 삼을 만한 증거가 없었으므로 선조가 여러 신하들에게 묻자, 류성룡이 “이치상 반드시 살려둘 수 없다.”라고 말했음을 밝히고 있다. 이처럼 다른 기록에서도 류성룡은 ‘상황이 이러하니 살게 될 수는 없다’라는 전제(前題)를 말하면서 김덕령의 억울함에 대해서는 일체 말하지 않음으로써 훗날 두고두고 “유성룡이 김덕령을 죽이게 하였다” 또는 “유성룡이 김덕령을 구명하지 않고 방치하였다”라는 말이 나오게 될 빌미를 제공하였다.
몇몇 신료는 살인을 많이 하였으니 죽어 마땅하고 애석할 일도 없다고 밝혔다. 심지어 정언 김택룡(金澤龍)은 심지어 국가가 차츰 편안해지는데 장수 하나쯤 죽여도 괜찮으니 죽여서 후환을 없애야 한다고 말했다.
최후까지 김덕령은 자복(自服)하지 않다가 “충효로써 죽음을 삼은 죄밖에 없습니다”라는 말과 “다만 최담령 등이 죄 없이 옥에 갇혀 있으니 원컨대 죽이지 마시옵소서”라는 부탁을 남긴 채 죽으니, 향년 30세였다.
선조가 김덕령을 국문하는 태도에 대해 《선조실록》을 바탕으로 선조의 의지가 강해서 아무도 반대하지 않았다고 평가하기도 하나, 정탁과 김응회 등의 구명노력이나 《선조실록》·《선조수정실록》에 나타난 신료의 태도가 선조보다 더 심했던 바로 보건대, 선조보다는 신료의 의지가 더 강해서 죽게 되었다고도 볼 수 있다.

### 사후
김덕령의 시신은 온전히 거두어져 수레에 실려 광주 석저촌에 도착한다. 역적 이몽학과 한현의 시신이 저잣거리에 걸리고 능지처참을 당한 것에 비하여 대접을 받은 셈이다. 시신에는 부인 이씨가 손수 만든 수의가 입혀지고, 장례식은 암울하게 치러진다. 역적으로 몰렸으니 조정에서 보낸 관리가 장례를 삼엄하게 통제하였다. 김덕령은 무등산 자락에 묻힌다.
그의 작품 중 죽기 전에 지었다는 시조(詩調)인 〈춘산곡〉(春山曲)이 전한다.
부인 이씨는 자식도 없이 홀로 지내다가 1597년 정유재란 때 담양 추월산으로 피난을 간다. 일본군은 이곳까지 추격하여 백성들을 닥치는 대로 죽이고 부녀자를 겁탈하였다. 그녀는 정절을 지키려다가 보리암 근처 낭떠러지에서 떨어져 순절한다.
김덕령의 동생 김덕보는 세상이 싫어 은거하였다. 여러 곳을 떠돌다 고향에 돌아와 무등산 원효계곡 아래 집을 짓고 은거하고 죽을 때까지 지내는데, 그 집이 바로 풍암정(楓巖亭)이다. 뒷날 1627년 정묘호란이 일어나자 김덕보는 안방준(安邦俊)과 함께 의병을 일으켰으나 나이가 많고 병이 들어 전장에는 나가지 못하였고, 그해 11월 28일 한 많은 세상을 뜬다. 안방준은 김덕령의 원통한 사연을 김덕보에게서 듣고 〈삼원기사〉(三寃記事)를 썼다.
친아들 김광옥(金光沃)은 외가가 있던 전라도 익산군 용안면(현 익산시 용안면)에 숨어살며 본관(本貫)을 용안(龍安)으로 바꾸고 신분을 감추며 살았다. 그 뒤 김광옥은 그의 외삼촌인 이인경(李寅卿)의 부임지인 평안북도 안주군 운곡면 쇠꼴이(숙천군 근처)로 이주하여 후손을 이어간다.
한편 김덕령의 죽음을 들은 일본군은 기쁜 얼굴로 서로 치하하였다. 남도(南道)의 군민(軍民)들은 항상 그에게 기대고 그를 소중하게 여겼는데 억울하게 죽게 되자 소문을 들은 자 모두 원통하게 여기고 가슴 아파하였다. 그때부터 남쪽 사민(士民)들은 덕령의 일을 경계하여 용력(勇力)이 있는 자는 모두 숨어버리고 다시는 의병을 일으키지 않았다. 김덕령이 청원한 대로 별장 최담령(崔聃齡)·최강(崔堈)을 사면하여 덕령이 모집한 군사를 거느리고 양남(兩南)의 방어사에게 나누어 배속시켰다. 최담령은 덕령과 함께 용력의 명성을 나란히 하였는데, 이 뒤로부터는 어리석은 겁보인 체하여 스스로 폐인 노릇을 하였다. 덕령의 매부 이인경(李寅卿)도 담략과 용기가 있고 술수(術數)를 알았는데 무과를 거쳐 일본군 토벌에 공을 세웠지만 덕령이 화를 입게 되자 이를 경계하여 벼슬이 변방 군수에 이르렀을 때 즉시 병을 칭탁하여 사임하고는 생을 마칠 때까지 감히 큰 장령(將領)이 될 생각을 하지 않았다.
김덕령이 죽은 지 1년 뒤 김덕령의 억울함을 상소함으로써 호소한 사람은 전라도 관찰사로서 김덕령을 의병장으로 추천한 이정암이었다. 그는 정유재란(丁酉再亂) 때 해서초토사(海西招討使)로 있던 1597년(선조 30년) 10월 상소문을 통해 김덕령의 억울함을 선조에게 호소하였다.

#### 추존
1661년(현종 2년) 8월 30일 현종이 한재(旱災) 때문에 도신(道臣)에게 명하여 신설(伸雪)되지 않은 자들을 알아내 계문(啓聞)하도록 하였는데, 반고(盤皐) 김시진(金始振)이 김덕령을 아뢰자, 특명으로 신원(伸寃)하여 관작을 복원해주었다.
1668년(현종 9년) 4월 13일 교리(校理) 이단하(李端夏)가 요청하여 김인후ㆍ강항ㆍ김덕령을 추증하였는데, 정6품 좌랑 김덕령(金德齡)을 정3품 병조참의(兵曹參議)로서 당상관에 증직(贈職)하고 시호를 내렸다. 이 무렵 나주목사 이민서(李敏敍)가 구전되는 자료를 모아 《김장군전》(金將軍傳)을 지었다.
1677년(숙종 3년)에 광주목사가 된 이민서는 임진왜란 때의 의병장 박광옥(朴光玉)의 사우 벽진서원을 중수하고, 1678년(숙종 4년) 지방 사림들의 뜻을 모아 김덕령을 벽진서원에 제향하였다.
1680년(숙종 6년) 윤8월 24일 김덕령이 의병을 일으킨 일에 대해 이민서가 청액상소를 올려 박광옥(朴光玉)ㆍ김덕령을 배향한 사원에 “의열(義烈)”이라는 사액을 받게 하였고, 김덕령은 특별히 정2품 병조판서에 증직하였다.
1694년(숙종 20년) 왕명으로 이민서가 《김덕령유사》를 편찬하였다.
1710년(숙종 36년)에 김덕보의 아들 김거(金璩)의 손자이자 봉사손(奉祀孫)인 김수신(金守信)이 녹용(錄用)되어 음직으로 전설사 별검(別檢)과 북부도사(北部都事)를 지냈다.
1785년(정조 9년) 9월 5일 전라도 유생 기석주(奇錫周)가 상소를 올리자 정조는 포장(褒奬)하여 증직하는 일도 지나치지 않다고 답한다. 그 뒤 정2품 증 병조판서 김덕령에게 충장(忠壯)의 시호가 내려졌고, 부인 이씨에게 종1품 정경부인을 추증하였고, 형 덕홍에게 증 지평(持平) 벼슬을, 아우 덕보에게 증 집의(執儀) 벼슬을 더해, 삼형제를 의열사에 함께 모시게 하였다. 충장이란 뜻은 ‘위태롭게 하여 임금을 받들었기에 충이라 하고, 무에 능하고 몸가짐이 진중하기에 장’이라 하였다.
1786년(정조 10년) 1월 25일 평안도 도사(都事) 김치광(金致光)이 김덕령의 후손임이 알려지자, 정조는 유공자 후손의 특전을 베풀어 빈자리가 나거든 다시 내직에 의망(擬望)하게 했다. 이때 의망은 삼망(三望)의 후보자로 추천하던 일인데, 삼망은 벼슬아치를 발탁할 때 후보자 셋을 추천하던 일이다. 즉, 빈자리가 난 내직의 후보자 3인 가운데 한 사람으로 추천하는 것으로, 벼슬자리를 주는 게 아니라 그 기회를 남들보다 더 많이 준다는 뜻이다.
1788년(정조 12년) 11월 16일 지방관으로 하여금 그 마을에 ‘증 병조판서 충장공 김덕령 증 정경부인 흥양이씨 충효지리(贈兵曹判書忠壯公金德齡贈貞敬夫人興陽李氏忠孝之里)’라는 비석(충장공 정려비)을 세우게 명하였고, 이듬해 1789년 3월 그 비가 세워졌다. 1792년에 처음 세워진 비각은 정면 3칸 측면 1칸의 맞배지붕으로 지어졌다.
1789년(정조 13년) 1월 11일 김덕령 부인의 직함(職啣)은 종1품 정경부인(貞敬夫人)이고, 김덕령의 증직은 정2품 자헌대부(資憲大夫) 병조판서로 서로 어긋남을 이조판서 이갑(李𡊠)이 아뢰자, 그 청대로 자급(資級)을 종1품 의정부 좌찬성에 추증토록 하비(下批)하였고, 김덕령 형제가 자란 마을에 이미 생계(牲繫)를 오두(烏頭)로 바꾸도록 명하였다.
1789년(정조 13년) 4월 6일 김덕령의 제사를 영구히 지내고 절대로 신주를 옮기지 말라는 부조특명(不祧特命)을 내렸다. 조정의 명령으로써 방손 한 사람을 선택하여 공의 제사를 받들어 대대로 끊어지지 않도록 하였는데, 그 사람은 김덕보의 아들 김거(金璩)의 6세손 김치옥(金致玉)(또는 7세손 김홍기(金洪基))이다.
1791년(정조 15년) 숙종대에 왕명으로 간행했던 《김덕령유사》를 왕명으로 다시 간행하매, 서용보(徐龍輔)에게 편집하여 목판본을 남기게 하였다.
김덕령을 모시던 광주 의열사는 1868년 흥선대원군의 서원철폐령으로 헐린 뒤 복원되지 못한 채 지내다가 1971년 각지의 유지들이 뜻을 모아‘충장공 김덕령장군사우 복원사업추진위원회’가 구성되면서 빛을 보게 되었고, 박정희 대통령의 특별지원 등 정부의 지원을 받아 광주 충효동에 자리를 잡고 1974년 11월 김덕령과 가족의 묘를 이장하고 1975년 2월 가족묘 앞에 충장사(忠壯祠)가 건립되었다.

## 평가
묵재 이귀(李貴) 등은 용맹이 절륜하고 지혜가 뛰어나다고 평했다.
《임진기록》에서 김덕령이 올린 1594년 5월 11일자 장계에 따르면, “신은 그저 비장(裨將)으로서 선봉에 서서 돌격대의 임무를 맡았을 뿐인데, 이 고개를 넘은 직후 비로소 군에서의 명성을 떨치게 되었습니다.”라고 스스로 평하였다. 앞서 3월 2일 장계에서도 “신이 처음 일을 시작할 때는 동지 몇 명을 불러모아 한 장수의 선봉이 되고자 하였을 뿐인데 뜻밖에 상께서 장수의 호칭을 내려 주시고 모여 있는 군사를 위무(慰撫)해 주시니 신이 감당할 수 없어 밤낮으로 두렵고 민망합니다.”라며 비슷하게 자평하였다.
《서하집》권5에 따르면, 김덕령의 성품에 대해서는 다음과 같이 전한다. 일찍부터 자부심이 강하고 비분강개하는 기질을 가졌으며, 풍모는 그다지 장대(長大)하지는 않았으나, 용맹이 아주 뛰어나고 날렵하였다. 속으로 큰 뜻을 품고 있었으나, 겉으로 드러내지 않아서 사람들 가운데 이를 아는 자가 드물었다.
《국조인물고》에 따르면, 김덕령이 군사를 일으키고 4년이 되도록 공을 세우지 못한 까닭은 밖으로는 김덕령의 위명이 너무 성하여 가는 곳마다 일본군이 군병을 거두어 먼저 피해버렸고, 안으로는 김덕령을 꺼리고 미워하여 해치려는 사람이 많았으며, 의(和議)와 당화(黨禍)도 그 사이에 끼어 들었으니, 공을 이루지 못하고 무함을 받아 죽게 되었다.
무고에 의한 1차 옥사 때 김덕령이 하옥·압송되자, 진주의 유생들이 김덕령을 옹호하고 그의 방면을 청하는 글을 도체찰사 이원익과 조정에 올렸다. 이로써 김덕령이 경상도에 머무르는 동안 커다란 전공을 세우지는 못하였으나 지역민들로부터 나쁘지 않는 평가를 받았다는 것은 분명하다.
《호남절의록》과 〈삼원기사〉(三寃記事) 등에서는 김덕령의 죽음을 중국 남송의 장군 악비(岳飛)의 죽음에 비유한다. 악비가 모함으로 죽었듯이, 김덕령도 이몽학의 난에 연루되어 선조의 의심과 충청병사 이시언·경상우병사 김응서 무리의 시기 때문에 죽었다고 밝힌다.
《난중잡록》 1596년 8월 24일자에서 김덕령의 죽음을 “당시에 뜻있는 이는 개탄하지 않는 이가 없었다.”라고 애도하였다.
현종조에 추증을 논의하였는데, 마땅한 전공이 없었다고 밝히고 있다. 선조가 좌랑 벼슬을 내리고 군호를 내리니, 온 나라 사람들이 고무되어 신장(神將)이라고 하였으며, 일본인들도 듣고서는 두려워하였다. 그러나 적과 대치한 3년 동안에 끝내 적의 목을 벤 공이 없었으며, 성질 또한 술주정이 심하고 사람 죽이기를 좋아하였다고 평한다.
1747년(영조 23년) 영조 대에 호남지역 양전사(量田使)인 원경하(元景夏. 1698~1761)가 호남의 형편에 대하여 임금에게 올린 상소문에서 김덕령을 호남의 10대 인물로 보아 그 용기를 특히 높게 평가한다.

### 전공
1592년(선조 25년) 8월부터 명나라의 심유경(沈惟敬)과 일본의 고니시 유키나가[小西行長] 사이에 강화 회담이 시작되어, 1593년(선조 26년) 6월 강화 조약이 성립되었다. 일본군에게 사로잡혔던 임해군(臨海君)·순화군(順和君) 두 왕자가 송환된 후 그 뒤 4년 이상 전쟁이 소강상태에 들어가며 그다지 큰 전투가 없었다. 그러다가 1596년(선조 28) 9월 강화 조약이 깨져 다시 전투가 벌어졌으나, 1598년(선조 31년) 8월 일본의 관백 도요토미 히데요시가 죽으면서 그의 유언에 따라서 일본군이 철수하며 7년 전쟁도 끝이 났다.
김덕령은 전라도 의병을 거느리고 담양을 출발한 1594년(선조 27년) 1월 22일부터 옥중에서 사망한 1596년 8월 21일까지의 2년 7개월간으로, 명나라와 일본 사이에 강화 조약이 성립되면서 전쟁이 소강상태에 있을 때였다. 김덕령이 처가가 있던 담양에서 의병 3천여 명을 모집하여 전라도 의병을 거느리고 진주로 간 까닭은 진주성 전투와 관련이 있었다. 제2차 진주성 전투에서 진주성 안에 있던 군관민(軍官民) 5만여 명이 옥쇄(玉碎)하였다. 이에 전라도의 의병을 경상도 진주로 보내어 경상도 관군과 의병의 사기를 진작할 필요가 있었으므로, 비변사에서는 의병 대장 김덕령에게 전라도 의병을 거느리고 진주로 가서 주둔하게 하였다. 또한 나이 28세의 김덕령은 전국 의병 5천여 명을 거느리는 의병 총대장에 임명되어, 조방장 곽재우와 함께 도원수 권율의 막하에서 경상도 서부 지방의 방어 책임을 맡았다. 이후 강화 조약이 성립되면서 전투 상황도 거의 종결되었고, 군량미가 부족해지자 비변사에서는 김덕령에게 의병 숫자를 줄이도록 명하였다. 또 후퇴하는 일본군과 아무쪼록 충돌을 피하기 위하여 무익한 전쟁을 벌이지 말라고 명하였다.
그러므로 실제적인 전공은 극히 드물다. 1594년 9월 2일 충용군은 권율 휘하에서 경상도 고성(固城) 지방에서 일본군 2백여 명과 맞서, 김덕룡을 비롯한 2백여 명이 매복하여 싸워 단 한 명도 베지 못하였으나, 잡혀가던 사람 50여 명을 남김없이 구하여 데려오는 공을 세운다. 이것이 《조선왕조실록》에 기록된 유일한 전공이다. 다만 뚜렷한 전공 기록은 없어도 경상도로 넘어가 진해, 고성 방면을 방어했다는 기록도 있고, 정탁의 《임진기록》에 따르면, 2월 5일 김덕령 휘하의 별장 최강(1559~1614)이 고성에 나아가 일본군 수백 명과 맞서 싸워 넷을 베고 90여 명을 활로 쏘아 죽였고, 8일에도 창원에서 최강이 맞서 싸워 30여 명을 활로 쏘아 죽이고 한 명의 수급을 베었다. 오희문의 《쇄미록》에 따르면, 고성 전투는 3월 22일에 일어난 일이다. 다만 이 두 전공은 김덕령의 전공으로 보기는 힘들다.
1661년 현종 대에 김덕령을 신원할 때도 그 평가에서 전공을 거론하지 않고, 큰 절조를 지니고 용기와 힘을 지녔으며 위엄의 명성을 널리 떨쳤다고 밝힌다. 이는 원경하의 상소에서도 그의 용기를 높이 사서 호남의 10대 인물로 꼽고 있을 뿐, 임진란 때의 전공을 거론하지는 않았다.
한편 전공이 부족함에도 꾸준히 절조나 용기가 거론되는 이유는, 당시 의병 조직은 조선 상황이나 김덕령 개인 사정으로 볼 때 모두 빼어난 용기 없이는 하기 힘든 일이었기 때문으로 여겨진다. 제2차 진주성 전투로 말미암아 진주성에서 방어하던 군사나 그곳에 거주하던 조선인 상당수 살해당했고, 그로 말미암아 조선 정부는 경상도 서부를 방어할 거점을 잃게 되었다. 게다가 김덕령의 형 김덕홍이 제1차 금산전투에서 고바야카와 다카카게[小早隆景]의 일본군을 맞아 싸우다가 고경명과 함께 전사하였다. 이런 상황에서 의병을 일으켰으니, 그 용기를 칭찬할 만하다는 뜻으로 보인다.
다만 김덕령의 용력(勇力)을 두려워한 일본군들은 김덕령이 압송된 것을 보고, 뒤이어 옥사했다는 소식을 듣고 크게 기뻐했다는 데에서 그의 존재만으로도 일본군의 발호를 억제하는 효과가 있었음을 알 수 있다.

### 선조실록
《선조실록》과 《선조수정실록》에는 여러 차례 평하는 글이 실려 있다.
1594년 9월 1일자 《선조수정실록》에도 “김덕령은 신용(神勇)이 있으니 싸우지 않으면 몰라도 싸우기만 하면 반드시 이길 것으로 알았는데, 한 차례 전투에 공이 없자 주변 사람들이 실망하였다”라고 적고 있다.
1595년(선조 28년) 2월 김덕령은 선조가 자신의 처자에게 식량을 주어 보살핀 일에 대해 선조에게 고맙게 여기어 상소하였다. 그 상소에서, 자신은 조그마한 공조차 없고, 이름만 널리 알려졌다고 스스로 평가했다. “이미 친상(親喪)에 능히 효성을 다하지도 못하였고 일과 마음이 서로 어긋나서 또 적을 치는 데 목숨을 바치지도 못하였으니, 나아가나 물러가나 의거할 바 없어 충효가 모두 결여되었습니다.”
1596년(선조 29년) 2월 19일, 선조가 살인죄로 옥사에 갇힌 김덕령이 어떤 성품인지 권율 등에게 물었다. 권율은 김덕령이 본래 광주(光州)의 교생(校生)으로 용력이 뛰어나 쓸 만한 인재이며, 군율을 너무 엄격히 하여 점차 사람이 멀리하였다고 말하였다. 김응남(金應南)은 살인은 중죄라 아랫사람으로서 임금께 감히 전제할 수 없으나, 덕령은 힘이 남보다 뛰어난 사람임을 남들이 모두 아는 바이고, 특명으로 은혜를 베풀면 힘을 다해 보답하기를 도모한다고 말하였다.
1596년 김덕령을 풀어주며, 선조가 그를 평하기를, 대장을 삼기에는 알맞지 않고 돌격 장령(突擊將領)을 시키기에 합당한 자라고 하였다. 즉, 용맹하나 지휘력이나 통솔력은 부족하였다.
1596년(선조 29년) 이몽학의 난에 연루되어 그를 잡으려 할 때, 김덕령의 용력이 매우 뛰어나서 그가 체포에 응하지 않을까 근심하여 여러 가지로 방략(方略)을 만들어서 그의 도망을 미리 방지하였다. 그러나 김덕령은 스스로 순순히 체포되어 하옥되다. 갑자기 유명해진 까닭에 이시언(李時言) 등의 시기를 받았으며 조정 또한 그의 날쌔고 사나움을 제어하기 어려울지 모른다고 의심하였으므로 기회를 타서 그를 제거하려고 많은 사람들이 그를 놓아주는 것은 옳지 않다고 말하였다.
그해 8월에 역모에 연루되어 국문을 당하는 와중에도 스스로 공이 없고 허명만 가졌음을 밝혔다. 한편 능력이 뛰어난 최담령을 천거하기까지 한다. “여러 해 동안 종군하였지만 아직 조그만 공도 세우지 못해서 충성도 펴보지 못하고 도리어 불효만 하였습니다. 죄가 이에 이르렀으니 만 번 죽어도 죄를 면하기 어렵습니다.”

## 관련 사항

### 김덕령과 관련된 것
- 그의 생애와 도술을 묘사한 작자 미상의 전기 소설 《김덕령전》이 있다.

- 광주광역시에는 그를 기리기 위한 충장로라는 길이 있다.
- 광주광역시에는 그를 기리기 위한 충장사라는 사당이 있다.
- 광주광역시에는 그를 기리기 위한 충장공 정려비와 그 비각이 있다. 비문 전면은 ‘증 병조판서 충장공 김덕령 증 정경부인 흥양이씨 충효지리(贈兵曹判書忠壯公金德齡贈貞敬夫人興陽李氏忠孝之里)’이며, 충장공 김덕령과 그 형재 덕홍, 덕보의 행적, 그 부인 흥양이씨의 행적이 적혀 있다.
  - 광주광역시에 있는 충효동은 충장공 정려비에 적힌 충효지리(忠孝之里)로부터 비롯한 이름이다.
- 광주광역시 충효동에는 그를 기리기 위한 취가정이라는 정자가 있다.
- 광주광역시에 주둔한 육군 제31보병사단의 별칭이 충장부대이다.
- 풍암정(楓岩亭)은 광주광역시 북구 충효동에 있는 건물로, 김덕령의 동생 김덕보가 형의 죽음에 상심하여 은거하며 지은 건물이다. 광주광역시 문화재자료 제15호.

### 〈춘산곡〉
죄가 없음을 호소하였으나 받아들여지지 않았고, 죽음을 직감한 김덕령은 ‘춘산에 불이 나니’라고 시작하는 시조 〈춘산곡〉을 지어 자신의 마음을 표현한다.
| “ | 春山의불이나니못다퓐ᄭᅩᆺ다붓ᄂᆞᆫ다 져뫼져불은ᄭᅳᆯ물이나잇거니와 이몸의ᄂᆡ업슨불니러나니ᄭᅳᆯ물업서ᄒᆞ노라 | ” |
|   | — 김충장공유사 원문                                                                            |   |

| “ | 춘산(春山)에 불이 나니 못다 핀 꽃 다 붙는다. 저 뫼 저 불은 끌 물이나 있거니와 이 몸의 내 없는 불 일어나니 끌 물 없어 하노라. | ” |
|   | — 김충장공유사 해석 |   |

이 노래는 억울한 누명을 내(연기)없는 불에 비유해, 산불은 끌 수 있으나 자기의 몸속에 붙어 타오르고 있는 억울한 마음의 불은 끌 수 없음을 비유하여 한탄하는 의기가라 하겠다.

### 이장
사후에 신원되고 난 뒤에도 역적죄가 있던 터라 문중의 무덤이 모여 있는 곳에서 멀리 떨어져 묻혀 있었는데, 1965년에야 광산 김씨의 무덤이 모여 있는 광주 무등산 이치(梨峙)로 묘가 옮겨지게 되었다. 밤중에 묘를 이장하던 중 김덕령의 관을 여니 생시와 다름없이 살이 썩지 않고 있어, 이를 본 사람들은 김덕령의 한이 서린 것이라 하여, 광주에서 사진기를 가져와 모습을 남기려 하였으나, 사진기가 흔치 않던 터라, 사진기를 무덤까지 가져와 보니 시신은 이미 검게 변해 있었다고 한다. 하지만 김덕령이 입고 있던 옷이나 철릭 등은 그대로 보존되어 있어, 현재 광주광역시 무등산에 있는 충장사에 전시되고 있다.

### 설화
체구가 작지만 날래고 민첩하며 신용(神勇)이 있어, 용력에 대한 전설적인 이야기가 많다.
조선 중기의 명장 김덕령에 관한 설화. 뛰어난 능력을 발휘해 보지도 못하고 억울하게 죽음을 당한 김덕령을 주인공으로 하는 인물전설이다. 문헌설화는 《연려실기술》·《동야휘집》·《풍암집화》·《대동기문》 등에 전하며, 구전설화는 전국적으로 널리 분포되어 있다.
스승인 성혼 문하에서 김덕령과 함께 배운, 묵재 이귀(李貴)는 김덕령의 양편 겨드랑이에 호랑이 2마리가 출입한다는 이야기를 지어내기도 했다.
《국조인물고》 등에 다양한 일화가 실려 있다. 두어 길 되는 칼을 즐겨 써서 술기운이 있을 때면 말에 올라 산비탈을 달려 지나가면서 칼을 좌우로 휘둘러서 자르고 달리니, 지나는 곳마다 큰 소나무가 어지럽게 쓰러져 마치 폭풍우가 지나간 듯하였다. 또 항상 한 쌍의 철퇴(鐵槌)를 차고 다니면서 좌우로 휘둘렀는데, 그 무게가 각각 1백 근이나 되었다. 더러는 말을 달려 방문 안으로 들어갔다가 몸을 날려 말을 거꾸로 타고 나오기도 하였으며, 때로는 지붕에 올라가서 몸을 옆으로 하고 굴러 처마에서 떨어져서 땅에 닿기 전에 몸의 자세를 바꾸어 방으로 뛰어들기도 하였다. 일찍이 맹호가 대밭 속에 있으면서 나오지 않자 장군이 먼저 활을 쏘아 화를 돋구니 호랑이가 놀라고 성이 나서 입을 딱 벌리고 사람을 삼킬 듯이 하므로, 장군이 창을 빼어들고 맞아 찌르니 그 자리에서 즉사하는데, 이러한 일들은 매우 많았다.

#### 씨름
김덕령이 너무 씨름에 빠져 있자 하루는 그의 누나가 그의 버릇을 고쳐주기 위해 남장을 하고 씨름판에 나섰다. 그의 누나는 마지막 판에 나섰고, 그 누나는 덕령의 특기인 ‘반들음’을 피해 그를 번쩍 들어 올려 그대로 땅에 내리꽂았다. 덕령은 씨름에서 처음 진 뒤 씨름판을 찾지 않고 학문과 무술 익히기에 전념했다.

#### 논에 물 대기
덕령이 여남은 살 되던 해 여름, 외갓집에 갔을 때의 일이다. 날이 가물어 사방에서 논에 물을 대느라 물싸움이 자주 일어나곤 했다. 외갓집에서 물을 댈 차례인데, 이를 무시하고 힘깨나 쓰는 사람이 자기 논으로 물고를 돌려놔 버렸고, 이내 싸움이 붙었고, 김덕령이 싸움을 말리려 하자 그는 어린놈이 어른 일에 끼어든다며 괭이로 내리치려 했다. 덕령은 날쌔게 피하며 괭이를 빼앗아 엿가락 늘리듯 늘려서 그의 손에 감아 땅에다 꽉 박아 버렸다. 비록 나이는 어렸지만 불의를 보면 물러서지 않았고 힘 또한 어른을 능가했다.

#### 사나운 말
《김덕령전》에 따르면, 1594년 무렵 진주 둔전에서 사나운 말이 뛰쳐나가 곡식을 밟고 날듯이 높이 뛰어 사람들이 도저히 붙잡을 수 없었는데, 김덕령이 그 소문을 듣고 즉시 가서 굴레를 씌워 올라타니 곧바로 말이 온순하여졌다. 김덕령은 그 백마를 타고 싸움터에서 일본군과 번번이 싸워서 이겼으므로, 일본군은 김덕령을 ‘백마장군’이라고 불렀다. 그 말은 김덕령이 옥고를 치르기 전에 아무것도 먹지를 않아서 김덕령에게 화가 닥칠 것을 미리 알려주었다.
《해동명신록》에는 일본군들은 이 소문을 듣고 몹시 두려워하여 ‘석저장군(石底將軍)’이라고 하였다. 석저는 김덕령이 살던 마을 이름인 석저촌인데, 일본군은 돌 밑에서 나온 줄로 잘못 알고 그렇게 불렀다.

#### 호랑이
김덕령이 연달아 호랑이 두 마리를 때려잡은 일이 있다. 그는 이 호랑이들을 일본군의 병영에 자랑하며 팔았다. 일본군은 김덕령의 신력에 벌벌 떨었다. 일찍이 철퇴 두 개를 허리 아래 좌우에 차고 다녀 신장이라고 불린 김덕령다운 일이다.

#### 체포된 일
이몽학의 난에 연루되어 체포되던 때의 일로, 《국조인물고》에 실려 있다.
처음 장군을 체포할 때에 조정에서는 장군이 명령에 따르지 않을까 의심하여 수신(帥臣)에게 드러나지 않게 불러 영내(營內)에 들어오면 포박하게 하자, 승지 서성(徐渻)이 말하기를, “김덕령은 반역할 사람이 아닙니다. 사자(使者) 한 사람만 보내서 잡아오게 하면 될 것을 구태여 사계(詐計)까지 쓸 것이 무엇이겠습니까?” 하니, 임금께서 서성이 말을 쉽게 하는 것을 의아스레 여겨 성을 내어 말하기를, “네가 가서 잡아오너라.” 하였는데, 서성이 도착하니 이미 진주옥(晉州獄)에 갇혀 있었다. 장군이 도착하자 조정에서는 더욱 의심하여 철쇄(鐵鎖)로 묶고 큰 나무를 끼웠는데, 장군이 웃으면서 말하기를, “내가 만일 반역하려고 한다면 이따위로 어찌 나를 금족(禁足)할 수 있겠습니까?” 하고 몸에 불끈 힘을 주니 철쇄가 모두 끊어졌다.

#### 서석산 전설
처음 거병할 때의 일로, 《국조인물고》에 실려 있다.
처음 장군이 기병(起兵)할 때에 서석산(瑞石山) 골짜기에서 큰칼을 만들었는데, 칼이 만들어지자 산에서 우레와 같은 소리가 울리고 흰 기운이 산골짜기에서 하늘까지 뻗치어 며칠간을 사라지지 않았다. 그 고을에는 옛 고려 명장 정지(鄭地)의 무덤이 있으며, 자손이 대대로 정지의 철의(鐵衣)를 간수하고 있었는데, 장군이 그 철의를 입고서 칼을 차고 정지의 묘소에 가서 제사를 올리는데, 그때 차고 있던 칼이 저절로 풀려 땅에 떨어지기를 세 번이나 하니 사람들이 모두 괴이히 여기고 상서롭지 못하다고 하였다.

#### 정암진 전투 전설
1594년 11월에 김덕령은 의령 정암에서 곽재우 군사와 합동작전을 벌여 승리를 거두었다는 기록이, 1694년(숙종 20년) 숙종의 명에 따라 편찬하고 정조의 명으로 간행한(1791년; 정조 15년) 《김충장공유사》에 나온다. 자료에 따라서는 1595년(선조 28년) 3월에 전투를 치렀다고 나온다. 정암진 전투는 1592년 음력 5월 24일에 벌어졌으므로, 1594년과 1595년의 일이라는 기록은 전설이라 보아야 한다.
김덕령이 군사를 이끌고 의령에 도착하여 곽재우와 함께 정암에 진을 쳤다. 바위 아래에는 크고 깊은 웅덩이가 있는 데 가히 그 깊이를 헤아릴 수 없었다. 일본군이 돌연 표목을 강 상류 얕은 개울에 세웠다. 김덕령이 곽재우에게 “적이 무엇 하고자 하는 것입니까?”라고 물으니 곽재우는 “왜적은 밤을 타 냇가를 건너와 우리를 치려고 표목을 세워 깊은 곳을 피하고자 하는 것입니다”고 하였다.
이 말을 듣자 김덕령은 병사를 이끌고 내를 건너 매복을 하였다. 그리고 일본군이 설치한 표목을 뽑아 깊은 웅덩이에 옮겨 꽂았다. 과연 밤에 일본군이 내를 건넜다. 김덕령이 뒤를 밟아 고함을 지르고 북을 치며 뒤를 쫓으니, 적은 표목만을 바라보고 건너다가 다 빠져 죽고 말았다.

## 가족 관계
조선 태종(太宗) 때 의정부 찬성(贊成)을 지내었고, 양녕대군 장인인 김한로(金漢老)의 12대손이 김덕령이다.
김함은 광산 김씨 김문손(金文孫)의 아들이다. 김문손은 김후(金詡)와 김함 두 아들을 두었다. 김후의 장녀 김윤덕은 양산보의 부인이 되었고, 둘째 아들이 김윤제다. 양산보의 서자 양자호가 김윤제의 3남 김윤충의 사위가 됨으로써 김·양 두 집안은 겹사돈 관계를 맺었다.
김함의 차녀는 고경명의 장인 김백균(金百鈞, 1525~1584)에게 출가했고, 김함의 손자가 바로 김성원(金成遠)이다. 김윤제는 양산보의 처남, 송순의 고모는 양산보의 어머니, 양산보의 4종매는 임억령의 부인, 임억령의 둘째 딸은 김성원의 부인, 김성원은 정철의 처외재당숙, 정철은 김윤제의 외손녀사위, 양산보의 2남 양자징(梁子澂)은 김인후의 사위, 고경명은 김윤제의 종생질녀(從甥姪女) 사위였다.
김덕령(金德齡, 1568~1596) 의병장은 김문손의 4대손이다. 김성원의 식영정(息影亭)과 서하당(棲霞堂), 양산보(梁山甫)의 소쇄원(瀟灑苑), 김윤제(金允悌)의 환벽당(環碧堂), 정철(鄭澈)의 송강정, 송순(宋純) 면앙정(俛仰亭)의 주인들은 서로 혈맥(血脈)과 혼맥(婚脈)으로 맺어져 있다.
- 현조부 : 김자침(金自沈)
- 고조부 : 김문손(金文孫)
- 증조부 : 김후(金詡[129] 또는 金珝[130])[131][주 22]
- 종증조부 : 김함(金瑊)[주 23]
- (김후 장녀) 대고모 : 김윤덕 - 양산보(梁山甫)의 부인.
- (김함 차녀) 대고모 : (이름 미상) - 고경명의 장인 김백균(金百鈞, 1525~1584)에게 출가.
- 조부 : 김윤효(金允孝)
- 종조부 : 김윤제(金允悌) - 김윤제의 3남 김윤충의 사위가 양산보의 서자 양자호 (겹사돈)
- 종조부 : 김윤충(金允忠)
- 아버지 : 김붕섭(金鵬燮)
- 어머니 : 남평반씨(南平潘氏), 직장 반계종(潘繼宗)의 딸
  - 부인 : 흥양이씨(興陽李氏)
    - 아들 : 김광옥(金光沃) - 용안 김씨의 사실상 시조[7][92]
    - 봉사손 : 김거(金璩) - 김덕령 옥사 후 김광옥이 몸을 피해 김덕령의 제사를 지낼 사람이 없어, 동생 김덕보가 외아들 진사(進士) 김거(金璩)에게 김덕령 부부의 제사를 함께 모시게 하였다.[115]

  - 형 : 김덕홍(金德弘)
  - 동생 : 김덕보(金德普)
  - 처남 : 이인경(李寅卿)
  - 처남 : 김경회(金慶會)
  - 처남 : 김응회(金應會)
- 외조부 : 반계종(潘繼宗)

### 본문에 나온 이들의 관계
- 우계(牛溪) 성혼(成渾) - 스승.
- 묵재 이귀(李貴) - 함께 수학한 동기동창.
- 송강 정철(鄭澈) - 동향 사람. 종조부 김윤제의 외손녀사위. 8촌 형제.
- 고경명 - 대고모가 고경명의 장모. 7촌 아저씨.
- 김응회(金應會) - 매형. 전직 별좌(別坐)이며 김덕령의 의병에 합류함.
- 김언욱(金彦勖) - 고종사촌. 전직 찰방(察訪)이며 김덕령의 의병에 합류함.
- 김존경(金存敬) - 김언욱의 아들. 5촌 조카.
- 김덕휴(金德休) - 사촌동생.
- 김거(金璩) - 조카이자 봉사손. 김수신의 할아버지.
- 안방준(安邦俊) - 동생 김덕보의 친우. 성혼의 문하.
- 김수신(金守信) - 김거의 손자이며, 김치광(金致光)과 김치옥(金致玉)의 증조부. 이민서의 아들 이건명(李健命)의 친구.
- 이민서(李敏敍) - 광주 목사를 지냄. 〈김장군전〉의 저자. 김수신(金守信)의 친우인 이건명의 아버지.
- 이건명(李健命) - 《한포재집》의 저자. 이민서의 아들이며, 김수신의 친우.
- 박광옥(朴光玉) - 고경명이 의병을 일으킬 때 김덕홍·김덕령 형제와 함께 활동. 벽진서원은 원래 박광옥을 배향하던 곳인데, 그곳에 김덕령을 배향하고 의열사로 사액을 받음. 나중에 김덕홍·김덕보 형제도 함께 배향.
- 송제민(宋齊民) - 종조부 김윤경의 외손자. 8촌 형제.
- 김치옥(金致玉) - 봉사손 김거(金璩)의 6세손. 정조 때 나라에서 정한 봉사손.
- 김홍기(金洪基) - 봉사손 김거(金璩)의 7세손. 정조 때 나라에서 정한 봉사손.

## 같이 보기
- 성혼
- 광산 김씨
- 용안 김씨
- 면앙정과 식영정, 환벽당, 소쇄원, 서하당, 송강정

### 임진왜란 관련
| - 임진왜란 - 정유재란 - 이순신 - 이순신 - 김천일 - 고경명 - 송상현 - 정발 - 정탁 - 정문부 - 김천일 - 이복남 - 이억기 - 원균 - 최담령 - 윤근수 - 윤두수 | - 이광 - 황박 - 정담 - 정기원 - 최경회 - 고종후 - 고인후 - 영규 - 조헌 - 이귀 - 곽재우 - 이몽학 - 《징비록》 - 《김덕령 평전》 - 《혼정편록》 - 《홍재전서》 권183 〈김충장공유사〉(金忠壯公遺事) - 《김덕령장군전》 |

### 내용주
1. ↑   김덕령의 아버지 이름에 대해서는 여러 가지로 나타난다. 鵬燮(붕섭)으로 나오는 자료는 조선 정조 때 편찬한 《국조인물고》[1] 및 한국민족문화대백과사전[2], 광산김씨 허주공파 종중[3], 광주문화역사자원[14] 등이며, 鵬邊(붕변)으로 나오는 자료는 김충장공옥사사초 소개 웹페이지[4]이며, 鵬變(붕변)으로 나오는 자료는 광주광역시 서구문화원[5], 《광주광역시 북구 문화자원총람》[13] 등이다.
2. ↑   여러 기록에서 김덕령이 선조로부터 형조좌랑[1][10]·공조좌랑[11] 등 좌랑 벼슬을 받았다고 밝히고 있으나, 《선조실록》·《선조수정실록》·《광해군일기》 등 당대의 《조선왕조실록》에서는 그 연원을 찾을 수 없다. 공식기록에서 나오는 첫 기록은 《현종실록》4권, 현종 2년 8월 30일 병자 5번째 기사에 나오는 공조좌랑[11]이다.
3. ↑   치계(馳啓) : 말을 달려와서 아룀. 즉, 보고서를 올림.
4. ↑   각기증(脚氣症)이란, 지대가 낮고 습한 곳에서 찬 기운이 사람에게 올라와 생기는 질환으로, 다리 힘이 약해지고 갑자기 다리를 폈다 굽혔다 하지 못해 제대로 걷지 못하는 병이다. 이 병이 심하면 하지 마비, 구토, 보행이상 등의 증세가 나타난다. 김덕령이 각기증을 앓고 있었다는 기록은 도원수 권율의 치계와 병조좌랑 김상준의 선조 면담 기록에 나타난다.[57]
5. ↑   각기증으로 참전하지 못한 때가 자료마다 약간 다른데, 이는 장문포 해전이 9월 말에서 10월 초에 걸쳐 있기 때문으로 보인다.
6. ↑   1594년 9월과 10월에 치른 전투로만 볼 때 장문포 해전은 패배이다. 윤두수는 이 전투의 패배와 보고 미비의 책임을 지고 체직되었다. 다만 그 뒤로도 조선군과 일본군이 대치를 계속하였고, 11월 17일(양력 12월 28일) 일본군이 강화교섭을 핑계로 후퇴하였으므로, 결과적으로 장문포 해전은 승전이다.
7. ↑   《난중일기》 10월 1일자 일기[59]에 같은 내용이 있다.
8. ↑   김덕령은 서인의 수장인 우계(牛溪) 성혼(成渾)의 제자이며, 송강 정철의 동향 사람이다. 그런데 제1차 옥사 때 서인은 그를 탄핵하고 동인은 그를 옹호하였다. 제2차 옥사 때는 동인과 서인 모두 그를 구명하지 않았고, 중립을 지키던 정탁·김응남 등이 김덕령의 무죄를 주장하였다.
9. ↑   다만 이 옥사계(獄事啓)가 실제 선조에게 올려졌는지는 분명하지 않다. 그 원문은 《약포집》(藥圃集)에 실려 있다.[81]
10. ↑   치대(置對) : 죄인을 의금부에 잡아다 심문함.
11. ↑   김덕령 사망일은 8월 23일 사망설도 있다.[87] 《국조인물고》 등에서는 김덕령의 사망일을 날짜 없이 8월로만 밝히고 있다.[1] 《선조실록》에서는 8월 21일 마지막 추국을 했고, 8월 23일 ‘이미 죽은’ 김덕령의 군중 장사들을 포섭케 했다고 밝힌다.[88]
12. ↑   신설(伸雪), 신원설치(伸寃雪恥) : 가슴에 맺힌 원한을 풀어 버리고 창피스러운 일을 씻어 버림
13. ↑   현종 때 내려진 시호는 밝혀져 있지 않다. 《현종실록》 〈행장〉의 기록[96]이라 명확하지 않다.
14. ↑   정조실록 20권, 정조 9년 9월 5일자 기사[98]에서 김덕령이 이미 숙종조에 특별히 병조판서로 증직되었음을 밝히고 있다.
15. ↑   녹용(錄用) : 충신이나 효자의 자손을 특별히 관직에 임용하는 일.
16. ↑   조선시대에 관리를 임용하면, 관리와 그 부인의 직함과 자급을 맞추게 되어 있었다. 김덕령의 부인이 김덕령보다 더 높은 자급을 받자 그것을 낮추기보다 김덕령의 자급을 높이게 되었다.
17. ↑   자급(資級) : 가자(加資)의 등급. 곧, 벼슬아치의 위계(位階).
18. ↑   하비(下批) : 인사 임용(人事任用)에 관한 임금의 재가(裁可). 곧 관원의 임용에는 3인의 후보자를 천거하여 그 중 한 사람의 낙점(落點)을 받아 임명하는 것이 원칙이나, 경우에 따라 단일 추천으로 임명하거나 혹은 특명으로 제수하는 경우에 내린 비지(批旨).
19. ↑   《정조실록》과 《일성록》에서는 김덕령의 자급을 종1품으로 한다고 밝혔을 뿐 벼슬이름은 나타나 있지 않다.[112]
20. ↑   김덕령이 가자란 마을에 생계(牲繫)를 오두(烏頭)로 바꾼 정확한 때는 《조선왕조실록》에 나타나지 않는다.
21. ↑   문화자원총람 등의 기록과 연구에서 부조특명을 받았다고 밝히고 있으나, 《조선왕조실록》·《일성록》·《승정원일기》 등에서 그 부조(不祧)를 밝히고 있지 않고, 또한 1868년 흥선대원군의 서원철폐령으로 광주 의열사가 철폐되었기 때문에 그 신빙성이 의심스럽다.
22. ↑   증조부 김후의 한자표기가 두 가지로 나오는 이유는 종조부 김윤제(金允悌)의 과거시험 방목에서 두 가지로 나타나기 때문이다. 1528년(중종 23년) 진사 방목에서는 詡[129], 1531년(중종 26년) 문과 방목에서는 珝[130]로 나타난다.
23. ↑   “瑊”은 “옥돌 감” 또는 “옥돌 함”으로 읽는다.[128]

### 참조주
1. 1 2 3 4 5 6 7 8 9 10 11 12 13 14 15   김덕령 :: 《국조인물고》 권56 왜난시 정토인(倭難時征討人)
2. 1 2 3 4 5 6 7 8   김덕령 - 한국민족문화대백과사전
3. 1 2 3  “김덕령 - 광산김씨 허주공파 종중”. 2020년 7월 22일에 원본 문서에서 보존된 문서. 2020년 7월 22일에 확인함.
4. 1 2  “김충장공옥사사초 - 호남기록유산”. 2020년 7월 22일에 원본 문서에서 보존된 문서. 2020년 7월 22일에 확인함.
5. 1 2 3 4 5 6 7 8 9 10 11 12 13 14 15  “김덕령 :: 광주광역시 서구문화원”. 2020년 7월 22일에 원본 문서에서 보존된 문서. 2020년 7월 22일에 확인함.
6. 1 2 3 4  김세곤 (2013), 388~389쪽.
7. 1 2 3  “용안 김씨”. 2020년 7월 23일에 원본 문서에서 보존된 문서. 2020년 5월 18일에 확인함.
8. 1 2 3 4 5 6  김세곤 (2013), 361~363쪽.
9. 1 2 3  오수열 & 황태섭 (2014), 3~4쪽.
10. 1 2 3 4   현종실록 4권, 현종 2년 8월 30일 병자 5번째기사 1661년 청 순치(順治) 18년 김덕령을 신원시키고 복관해 주도록 명하다
11. 1 2 3 4 5   현종개수실록 6권, 현종 2년 8월 30일 병자 6번째기사 1661년 청 순치(順治) 18년 고 충용장 김덕령을 신원하고 관작을 회복시킬 것을 명하다
12. ↑  송시열, 《송자대전》 권193, 해광 처사 송 공 묘표
13. 1 2 3 4 5 6 7 8 9 10  문화자원총람, 5~7쪽.
14. 1 2   김덕령 :: 문화역사자원1000 :: 광주역사문화자원스토리텔링
15. 1 2 3 4   김덕령 :: 스토리 100 :: 광주역사문화자원스토리텔링
16. 1 2  김세곤 (2013), 330쪽.
17. 1 2   김덕홍 :: 문화역사자원1000 :: 광주역사문화자원스토리텔링
18. 1 2 3 4   문갑식의 주유천하 〈16〉 취가정과 비운의 의병장(義兵將)들 월간조선, 2017년 8월호.
19. 1 2 3 4 5 6 7 8   김덕령(金德齡) :: 위키실록사전
20. ↑  《연려실기술》17, 선조조(朝), 김덕령조(條): 오수열 & 황태섭 (2014, 5~6쪽)에서 재인용.
21. ↑  오수열 & 황태섭 (2014), 5~6쪽.
22. ↑   《호남절의록》(1799), 김덕령(金德齡), 湖節2上-001-1, 光州, 壬辰, 忠勇將
23. 1 2 3 4  김세곤 (2013), 331~334쪽.
24. ↑   《호남절의록》(1799), 김덕홍(金德弘), 湖節1上-046-1, 光州, 壬辰, 高敬命同殉
25. 1 2   계의병 - 한국민족문화대백과사전
26. 1 2   선조수정실록 27권, 선조 26년 12월 1일 경술 2번째기사 1593년 명 만력(萬曆) 21년 광주 유생 김덕령이 의병을 일으키다
27. 1 2 3 4 5   선조실록 46권, 선조 26년 12월 13일 임술 9번째기사 1593년 명 만력(萬曆) 21년 전라 감사 이정암이 김덕령의 재주가 뛰어나니 군사를 책임지울 것을 청하다
28. 1 2 3 4 5   선조실록 47권, 선조 27년 1월 5일 갑신 3번째기사 1594년 명 만력(萬曆) 22년 무군사에서 김덕령에 종사하는 위대기 등에 대한 처리방법을 건의하다
29. 1 2 3 4  김세곤 (2013), 336~338쪽.
30. 1 2 3  김세곤 (2013), 339~341쪽.
31. ↑  선조수정실록 27권, 선조 26년 12월 1일 경술 3번째기사 1593년 명 만력(萬曆) 21년 세자가 전주에 머무르며 과거를 실시하다
32. ↑   선조실록 46권, 선조 26년 12월 29일 무인 2번째기사 1593년 명 만력(萬曆) 21년 병조 판서 이덕형이 중국군의 동태와 김덕령에게 일면의 방어를 맡길 것 등을 아뢰다
33. 1 2  김세곤 (2013), 344~349쪽.
34. 1 2   선조실록 46권, 선조 26년 12월 30일 기묘 5번째기사 1593년 명 만력(萬曆) 21년 비변사에서 김덕령의 군대를 충용군이라 칭하고 기치를 내릴 것을 청하자 다시 의논하라고 하다
35. 1 2   선조실록 47권, 선조 27년 1월 1일 경진 8번째기사 1594년 명 만력(萬曆) 22년 김덕령의 군대에 군호만 내리고 기치를 내리는 일은 보류하기로 하다
36. 1 2   선조실록 47권, 선조 27년 1월 5일 甲申 1번째기사 1594년 명 만력(萬曆) 22년 김덕령을 선전관에 제수하다
37. 1 2  김세곤 (2013), 352~353쪽.
38. ↑  선조실록 47권, 선조 27년 1월 3일 임오 1번째기사 1594년 명 만력(萬曆) 22년 김덕령이 국왕의 소명에 대해 즉시 전장으로 달려가는 것이 더 중요하다고 상소하다
39. 1 2 3  김세곤 (2013), 353~356쪽.
40. ↑  김영헌 (2006), 138쪽: 오수열 & 황태섭 (2014, 6쪽)에서 재인용.
41. 1 2 3 4  김세곤 (2013), 358~361쪽.
42. 1 2 3  《임진기록》, 22~24쪽.
43. ↑  《임진기록》, 26쪽.
44. ↑  《임진기록》, 24~26쪽.
45. 1 2   선조실록 49권, 선조 27년 3월 2일 경진 2번째기사 1594년 명 만력(萬曆) 22년 충용장 김덕령이 군량이 부족하니 호남 군사로 출신한 자 이외는 농업에 종사시킬 것을 청하다
46. ↑  《임진기록》, 180쪽.
47. 1 2  《임진기록》, 180~182쪽.
48. 1 2   선조실록 50권, 선조 27년 4월 17일 을축 2번째기사 1594년 명 만력(萬曆) 22년 대신과 비변사 당상이 봉공에 대한 중국 조정의 논의, 왜노 조총의 위력, 납속자의 채용 등의 일을 아뢰다
49. ↑  선조실록 50권, 선조 27년 4월 18일 병인 1번째기사 1594년 명 만력(萬曆) 22년 비변사가 우리 나라 백성을 왜노라고 속여 군공을 받는 일을 탐문할 것을 아뢰다
50. ↑  오수열 & 황태섭 (2014), 13쪽.
51. 1 2 3  김세곤 (2013), 364~365쪽.
52. 1 2   선조실록 55권, 선조 27년 9월 2일 정축 3번째기사 1594년 명 만력(萬曆) 22년 도원수 권율의 전과에 대한 치계
53. ↑  선조실록 55권, 선조 27년 9월 21일 병신 3번째기사 1594년 명 만력(萬曆) 22년 장수들에게 물품을 내려 노고를 치하하다
54. ↑   선조실록 56권, 선조 27년 10월 8일 임자 6번째기사 1594년 명 만력(萬曆) 22년 경상 우수사 원균의 전황에 대한 장계
55. 1 2 3 4  김세곤 (2013), 370~372쪽.
56. 1 2 3   선조수정실록 28권, 선조 27년 9월 1일 병자 1번째기사 1594년 명 만력(萬曆) 22년 체찰사 윤두수가 거제의 일본군을 이기지 못하자 양사가 탄핵하여 파직시키다
57. 1 2 3 4  김세곤 (2013), 378~380쪽.
58. ↑  선조실록 56권, 선조 27년 10월 15일 기미 7번째기사 1594년 명 만력(萬曆) 22년 병조 좌랑 김상준과 수군의 전황에 대하여 논의하다
59. 1 2 3  김세곤 (2013), 373~376쪽.
60. 1 2 3  김세곤 (2013), 380~383쪽.
61. ↑   선조실록 56권, 선조 27년 10월 14일 무오 6번째기사 1594년 명 만력(萬曆) 22년 영의정 유성룡 등과 전황, 동서인의 다툼, 조세견감, 군역 등에 대하여 논의하다
62. 1 2  김세곤 (2013), 389~391쪽.
63. ↑  김세곤 (2013), 386쪽.
64. 1 2   선조실록 60권, 선조 28년 2월 3일 병오 6번째기사 1595년 명 만력(萬曆) 23년 충용장 김덕령이 상소하여 사은하다
65. 1 2 3 4 5   선조수정실록 30권, 선조 29년 2월 1일 무술 4번째기사 1596년 명 만력(萬曆) 24년 잡아다가 국문하던 의병장 김덕령을 특명으로 석방시키다
66. 1 2 3   [전라도 들여다보기] 김덕령과 충장사 - 김형주
67. 1 2 3  김세곤 (2013), 394~396쪽.
68. ↑  《난중잡록》 1595년 10월 17일자 기사.
69. 1 2  오수열 & 황태섭 (2014), 7~9쪽.
70. 1 2 3   선조실록 71권, 선조 29년 1월 13일 경진 1번째기사, 사헌부에서 김덕령의 처벌과 그를 처벌하지 않은 형조 당상·색낭청의 추고를 청하다
71. 1 2  김세곤 (2013), 396~399쪽.
72. ↑  김영헌 (2006), 197쪽: 오수열 & 황태섭 (2014, 8쪽)에서 재인용.
73. ↑  선조실록 73권, 선조 29년 3월 3일 경오 2번째기사 1596년 명 만력(萬曆) 24년 김덕령을 보려고 하였으나 식량이 없어 일찍 내려가 보지 못하다
74. ↑  김세곤 (2013), 404~412쪽.
75. 1 2 3 4 5 6  김세곤 (2013), 410~412쪽.
76. 1 2 3  오수열 & 황태섭 (2014), 9~11쪽.
77. 1 2 3   선조실록 78권, 선조 29년 8월 4일 기해 3번째기사 1596년 명 만력(萬曆) 24년 죄인 김덕령을 친국하다
78. ↑  김세곤 (2013), 414쪽.
79. 1 2 3 4 5  김세곤 (2013), 421~423쪽.
80. 1 2  김세곤 (2013), 418~420쪽.
81. ↑  김영헌 (2006), 229쪽: 오수열 & 황태섭 (2014, 11쪽) 각주26번에서 재인용.
82. 1 2 3 4 5 6 7   선조수정실록 30권, 선조 29년 8월 1일 병신 1번째기사 1596년 명 만력(萬曆) 24년 김덕령이 옥에서 고문 받다가 죽으니 남도의 군민들이 원통하게 여기다
83. ↑   선조실록 78권, 선조 29년 8월 8일 계묘 1번째기사 1596년 명 만력(萬曆) 24년 최담령을 친국하다
84. 1 2 3   현종개수실록 19권, 현종 9년 4월 13일 신사 5번째기사 1668년 청 강희(康熙) 7년 김인후·강항·김덕령을 추증하다
85. ↑  선조실록 181권, 선조 37년 11월 12일 무자 6번째기사 1604년 명 만력(萬曆) 32년 김수·조목·이거 등에게 관직을 제수하다
86. ↑  오수열 & 황태섭 (2014), 14쪽.
87. ↑  나경수 (2011), 80쪽.
88. ↑  선조실록 78권, 선조 29년 8월 23일 무오 1번째기사 1596년 명 만력(萬曆) 24년추국청이 형장에 죽은 김덕령의 군중 장사들을 효유할 것을 아뢰다
89. 1 2 3  김세곤 (2013), 426~428쪽.
90. ↑  김세곤 (2013), 418쪽.
91. ↑   김덕보 :: 문화역사자원1000 :: 광주역사문화자원스토리텔링
92. 1 2   또다른 광산김씨 > 보학자료 | 광산김씨대종중
93. ↑  김세곤 (2013), 423~424,427쪽.
94. ↑  김영헌 (2006), 257~259쪽: 오수열 & 황태섭 (2014, 15쪽)에서 재인용.
95. ↑   조선왕조실록 : 인물정보 상세보기 : 김덕령
96. 1 2   현종실록 1권, 현종 대왕 행장(行狀)
97. ↑  
현종실록 14권, 현종 9년 4월 13일 辛巳 3번째기사 1668년 청 강희(康熙) 7년 교리 이단하의 요청으로 김인후ㆍ강항ㆍ김덕령을 추증하다
98. 1 2 3 4   정조실록 20권, 정조 9년 9월 5일 신해 3번째기사 1785년 청 건륭(乾隆) 50년 증 병조 판서 김덕령에게 시호를 내리고 그 형·아우에게도 증직을 내리다
99. 1 2   의열사 :: 문화역사자원1000 :: 광주역사문화자원스토리텔링
100. ↑   숙종실록 10권, 숙종 6년 윤8월 24일 경술 2번째기사 1680년 청 강희(康熙) 19년 박광옥·김덕령의 임진 왜란 때 의병 창의에 따른 포장을 논의하다
101. ↑   벽진서원(碧津書院) - 한국민족문화대백과사전
102. ↑  〈인터뷰〉노승석 순천향대 이순신연구소 전문위원 중앙일보, 2007.08.08.
103. ↑  이순신 장군이 자살? 은둔? 욕되게 하지 말라 오마이뉴스, 2014.08.05.
104. 1 2 3  문화자원총람, 23~24쪽.
105. ↑   《한포재집》 제6권 〈소차〉(疏箚) “대사헌을 사직하는 상소”〔辭大司憲疏〕
106. ↑  김세곤 (2013), 440,442~443쪽.
107. ↑   일성록 정조 10년 병오(1786) 1월 25일(경오) 평안도 도사(平安道都事) 김치광(金致光)을 빈자리가 나거든 내직(內職)에 의망(擬望)하라고 명하였다.
108. ↑   정조실록 21권, 정조 10년 1월 25일 경오 2번째기사 1786년 청 건륭(乾隆) 51년 익호 장군의 후손인 평안 도사 김치광을 등용하게 하다
109. ↑  김세곤 (2013), 439~440쪽.
110. ↑   정조실록 26권, 정조 12년 11월 16일 갑술 2번째기사 1788년 청 건륭(乾隆) 53년 김덕령·김덕홍의 고향에 그들의 업적을 적은 비석을 세우게 하다
111. ↑   충효동정려비각(忠孝洞旌閭碑閣) - 한국민족문화대백과사전
112. 1 2   정조실록 27권, 정조 13년 1월 11일 무진 5번째기사 1789년 청 건륭(乾隆) 54년 이조 판서 이갑의 청으로 김덕령의 자급을 종1품으로 하다
113. ↑   정조실록 35권, 정조 16년 7월 25일 임술 1번째기사 1792년 청 건륭(乾隆) 57년 충무공 이순신과 충민공 임경업의 자손을 황단 망배례에 참례하게 하다
114. ↑  문화자원총람, 24쪽.
115. 1 2 3  “김덕령-형조좌랑증좌찬성충장김공신도비명”. 2021년 11월 30일에 원본 문서에서 보존된 문서. 2020년 8월 3일에 확인함.
116. ↑   정조실록 27권, 정조 13년 4월 6일 임진 2번째기사 1789년 청 건륭(乾隆) 54년 김덕령의 옛 신주의 매안 문제 등 상언한 19건을 판하하다
117. ↑  김세곤 (2013), 444쪽.
118. ↑   정조실록 32권, 정조 15년 4월 26일 경오 3번째기사 1791년 청 건륭(乾隆) 56년 임경업실기와 김덕령유사를 편집하도록 명하다
119. ↑  오수열 & 황태섭 (2014), 15쪽.
120. 1 2  김세곤 (2013), 360~361쪽.
121. 1 2  김세곤 (2013), 423~424쪽.
122. 1 2   영조실록 66권, 영조 23년 10월 2일 기미 4번째기사 1747년 청 건륭(乾隆) 12년 호남 양전사 원경하가 호남의 형편에 대하여 상소하다, 나경수 (2011, 81쪽)에서 재인용.
123. ↑  오수열 & 황태섭 (2014), 16쪽.
124. ↑   선조실록 72권, 선조 29년 2월 19일 병진 2번째기사 1596년 명 만력(萬曆) 24년 특진관 권율·윤선각과 왜병의 동태, 광주 교생 김덕령 등에 대하여 논의하다
125. ↑  《김충장공유사》권1 가(歌) 춘산곡(春山曲) 병신옥중작(丙申獄中作)
126. ↑  김영헌, 《김덕령 평전》 - 임진왜란 최후의 의병장, 광주 (북구 일곡동) : 향지사, 2006년.
127. ↑  선조실록 148권, 선조 35년 3월 6일 무진 3번째기사 1602년 명 만력(萬曆) 30년 "대사헌 정인홍이 차자를 올리다"
128. 1 2 3 4  “김함-찬성 김공함 신도비 :: 문화유산 :: 광주광역시 서구문화원”. 2021년 11월 30일에 원본 문서에서 보존된 문서. 2020년 8월 3일에 확인함.
129. 1 2   한국역대인물 종합정보 시스템 - 한국학중앙연구원 [김윤제(金允悌) 인물 정보], 과거 및 취재 :: 진사
130. 1 2   한국역대인물 종합정보 시스템 - 한국학중앙연구원 [김윤제(金允悌) 인물 정보], 과거 및 취재 :: 문과
131. ↑   김윤제 :: 문화역사자원1000 :: 광주역사문화자원스토리텔링

## 참고 자료
서적
- 이 문서에는 다음커뮤니케이션(현 카카오)에서 GFDL 또는 CC-SA 라이선스로 배포한 글로벌 세계대백과사전의 "〈임진왜란〉" 항목을 기초로 작성된 글이 포함되어 있습니다.
- 김세곤 (2013). 〈4부. 팔도 의병장 김덕령〉. 《임진왜란과 호남 사람들 2》. 서울: 온새미로. 327~444쪽. ISBN 9788970175089.
- 김영헌 (2006). 《김덕령 평전》. 광주광역시: 향지사. ISBN 9788995049181.
- 호남인물100, 광주 : 송원백화점, 1996년.
- 광주광역시북구문화관광과 (2014). 〈제5장 역사인물〉 (PDF). 《광주광역시 북구 문화자원총람》. 광주광역시: 심미안. ISBN 9788963811116. 2020년 8월 3일에 확인함.

논문
- 오수열; 황태섭 (2014). “의병장 김덕령 장군의 생애와 한(恨)에 관한 소고(小考)” (PDF). 《군사발전연구》 8 (2): 1~20쪽.
- 나경수 (2011). “김덕령의 역설적 삶과 의의”. 《남도민속연구》 22 (22): 75~109쪽. ISSN 1975-4728. 2020년 7월 27일에 원본 문서 (PDF)에서 보존된 문서.

역사 문헌
- 《국조인물고》 권56 : 왜난시 정토인(倭難時征討人) 김덕령 항목.
- 《호남절의록》(1799).
- 《난중잡록》(조경남).
- 《김충장공유사》 - 《김덕령유사》(金德齡遺事)로도 불리며, 숙종 때 처음 펴냈고, 정조 때 서용보(徐龍輔)에게 시켜 편집케 하였다.
- 이민서. 〈김장군전〉《서하집》권14. - 《서하선생집》으로도 부름.
- 정탁. 《임진기록》. 군사문헌집 26; 이민숙·이주해 번역; 김경록 해제; 국방부 군사편찬연구소 편찬 (2019). 서울. ISBN 979-11-5598-060-6: 이 책은 정탁, 《壬辰記錄》(국사편찬위원회, 1993)을 저본으로 삼았음.

### 웹페이지
- 김덕령 - 한국민족문화대백과사전
- 국역 국조인물고 - 김덕령 :: 《국조인물고》 권56 왜난시 정토인(倭難時征討人)
- 《임진기록》 국역본 보관됨 2023-09-24 - 웨이백 머신
- 김덕령 장군 의복
- 용안 김씨 보관됨 2020-07-23 - 웨이백 머신

### 조선왕조실록
- 선조실록 46권, 선조 26년 12월 13일 임술 9번째기사 1593년 명 만력(萬曆) 21년 전라 감사 이정암이 김덕령의 재주가 뛰어나니 군사를 책임지울 것을 청하다
- 선조실록 46권, 선조 26년 12월 29일 무인 2번째기사 1593년 명 만력(萬曆) 21년 병조 판서 이덕형이 중국군의 동태와 김덕령에게 일면의 방어를 맡길 것 등을 아뢰다
- 선조실록 46권, 선조 26년 12월 30일 기묘 5번째기사 1593년 명 만력(萬曆) 21년 비변사에서 김덕령의 군대를 충용군이라 칭하고 기치를 내릴 것을 청하자 다시 의논하라고 하다
- 선조실록 47권, 선조 27년 1월 1일 경진 8번째기사 1594년 명 만력(萬曆) 22년 김덕령의 군대에 군호만 내리고 기치를 내리는 일은 보류하기로 하다
- 선조실록 47권, 선조 27년 1월 3일 임오 1번째기사 1594년 명 만력(萬曆) 22년 김덕령이 국왕의 소명에 대해 즉시 전장으로 달려가는 것이 더 중요하다고 상소하다
- 선조실록 47권, 선조 27년 1월 5일 甲申 1번째기사 1594년 명 만력(萬曆) 22년 김덕령을 선전관에 제수하다
- 선조실록 47권, 선조 27년 1월 5일 갑신 3번째기사 1594년 명 만력(萬曆) 22년 무군사에서 김덕령에 종사하는 위대기 등에 대한 처리방법을 건의하다
- 선조실록 49권, 선조 27년 3월 2일 경진 2번째기사 1594년 명 만력(萬曆) 22년 충용장 김덕령이 군량이 부족하니 호남 군사로 출신한 자 이외는 농업에 종사시킬 것을 청하다
- 선조실록 50권, 선조 27년 4월 17일 을축 2번째기사 1594년 명 만력(萬曆) 22년 대신과 비변사 당상이 봉공에 대한 중국 조정의 논의, 왜노 조총의 위력, 납속자의 채용 등의 일을 아뢰다
- 선조실록 50권, 선조 27년 4월 18일 병인 1번째기사 1594년 명 만력(萬曆) 22년 비변사가 우리 나라 백성을 왜노라고 속여 군공을 받는 일을 탐문할 것을 아뢰다
- 선조실록 55권, 선조 27년 9월 2일 정축 3번째기사 1594년 명 만력(萬曆) 22년 도원수 권율의 전과에 대한 치계
- 선조실록 55권, 선조 27년 9월 21일 병신 3번째기사 1594년 명 만력(萬曆) 22년 장수들에게 물품을 내려 노고를 치하하다
- 선조실록 56권, 선조 27년 10월 8일 임자 6번째기사 1594년 명 만력(萬曆) 22년 경상 우수사 원균의 전황에 대한 장계
- 선조실록 56권, 선조 27년 10월 14일 무오 6번째기사 1594년 명 만력(萬曆) 22년 영의정 유성룡 등과 전황, 동서인의 다툼, 조세견감, 군역 등에 대하여 논의하다
- 선조실록 56권, 선조 27년 10월 15일 기미 7번째기사 1594년 명 만력(萬曆) 22년 병조 좌랑 김상준과 수군의 전황에 대하여 논의하다
- 선조실록 60권, 선조 28년 2월 3일 병오 6번째기사 1595년 명 만력(萬曆) 23년 충용장 김덕령이 상소하여 사은하다
- 선조실록 71권, 선조 29년 1월 13일 경진 1번째기사, 사헌부에서 김덕령의 처벌과 그를 처벌하지 않은 형조 당상·색낭청의 추고를 청하다
- 선조실록 72권, 선조 29년 2월 19일 병진 2번째기사 1596년 명 만력(萬曆) 24년 특진관 권율·윤선각과 왜병의 동태, 광주 교생 김덕령 등에 대하여 논의하다
- 선조실록 73권, 선조 29년 3월 3일 경오 2번째기사 1596년 명 만력(萬曆) 24년 김덕령을 보려고 하였으나 식량이 없어 일찍 내려가 보지 못하다
- 선조실록 78권, 선조 29년 8월 4일 기해 3번째기사 1596년 명 만력(萬曆) 24년 죄인 김덕령을 친국하다
- 선조실록 78권, 선조 29년 8월 8일 계묘 1번째기사 1596년 명 만력(萬曆) 24년 최담령을 친국하다
- 선조실록 78권, 선조 29년 8월 23일 무오 1번째기사 1596년 명 만력(萬曆) 24년 추국청이 형장에 죽은 김덕령의 군중 장사들을 효유할 것을 아뢰다
- 선조실록 148권, 선조 35년 3월 6일 무진 3번째기사 1602년 명 만력(萬曆) 30년 "대사헌 정인홍이 차자를 올리다"
- 선조실록 181권, 선조 37년 11월 12일 무자 6번째기사 1604년 명 만력(萬曆) 32년 김수·조목·이거 등에게 관직을 제수하다

- 선조수정실록 27권, 선조 26년 12월 1일 경술 2번째기사 1593년 명 만력(萬曆) 21년 광주 유생 김덕령이 의병을 일으키다
- 선조수정실록 27권, 선조 26년 12월 1일 경술 3번째기사 1593년 명 만력(萬曆) 21년 세자가 전주에 머무르며 과거를 실시하다
- 선조수정실록 28권, 선조 27년 9월 1일 병자 1번째기사 1594년 명 만력(萬曆) 22년 체찰사 윤두수가 거제의 왜적을 이기지 못하자 양사가 탄핵하여 파직시키다
- 선조수정실록 30권, 선조 29년 2월 1일 무술 4번째기사 1596년 명 만력(萬曆) 24년 잡아다가 국문하던 의병장 김덕령을 특명으로 석방시키다
- 선조수정실록 30권, 선조 29년 8월 1일 병신 1번째기사 1596년 명 만력(萬曆) 24년 김덕령이 옥에서 고문 받다가 죽으니 남도의 군민들이 원통하게 여기다

- 현종실록 1권, 현종 대왕 행장(行狀)
- 현종실록 4권, 현종 2년 8월 30일 병자 5번째기사 1661년 청 순치(順治) 18년 김덕령을 신원시키고 복관해 주도록 명하다
- 현종실록 14권, 현종 9년 4월 13일 辛巳 3번째기사 1668년 청 강희(康熙) 7년 교리 이단하의 요청으로 김인후ㆍ강항ㆍ김덕령을 추증하다
- 현종개수실록 6권, 현종 2년 8월 30일 병자 6번째기사 1661년 청 순치(順治) 18년 고 충용장 김덕령을 신원하고 관작을 회복시킬 것을 명하다
- 현종개수실록 19권, 현종 9년 4월 13일 신사 5번째기사 1668년 청 강희(康熙) 7년 김인후·강항·김덕령을 추증하다

- 숙종실록 10권, 숙종 6년 윤8월 24일 경술 2번째기사 1680년 청 강희(康熙) 19년 박광옥·김덕령의 임진 왜란 때 의병 창의에 따른 포장을 논의하다

- 정조실록 20권, 정조 9년 9월 5일 신해 3번째기사 1785년 청 건륭(乾隆) 50년 증 병조 판서 김덕령에게 시호를 내리고 그 형·아우에게도 증직을 내리다
- 정조실록 26권, 정조 12년 11월 16일 갑술 2번째기사 1788년 청 건륭(乾隆) 53년 김덕령·김덕홍의 고향에 그들의 업적을 적은 비석을 세우게 하다
- 정조실록 27권, 정조 13년 1월 11일 무진 5번째기사 1789년 청 건륭(乾隆) 54년 이조 판서 이갑의 청으로 김덕령의 자급을 종1품으로 하다
- 정조실록 27권, 정조 13년 4월 6일 임진 2번째기사 1789년 청 건륭(乾隆) 54년 김덕령의 옛 신주의 매안 문제 등 상언한 19건을 판하하다
- 정조실록 32권, 정조 15년 4월 26일 경오 3번째기사 1791년 청 건륭(乾隆) 56년 《임경업실기》와 《김덕령유사》를 편집하도록 명하다

- 영조실록 66권, 영조 23년 10월 2일 기미 4번째기사 1747년 청 건륭(乾隆) 12년 호남 양전사 원경하가 호남의 형편에 대하여 상소하다

- 조선왕조실록 : 인물정보 상세보기 : 김덕령

### 일성록
- 일성록 정조 10년 병오(1786) 1월 25일(경오) 평안도 도사(平安道都事) 김치광(金致光)을 빈자리가 나거든 내직(內職)에 의망(擬望)하라고 명하였다.

### 무등일보
- 호남정신의 뿌리를 찾아서-2부 임진왜란과 호남 사람들-73. 김덕령, 의병으로 나서다 - 광주 충장사 무등일보, 2012.05.23.
- 호남정신 뿌리찾아-74. 세자 광해군, 김덕령에게 익호장군 칭호를 내리다 무등일보, 2012.05.30.
- 호남정신 뿌리찾아-75. 선조, 김덕령에게 충용이란 군호를 내리다 - 광주 충장사 무등일보, 2012.06.06.
- 호남정신 뿌리찾아-76. 김덕령 부대, 경상도로 향하다 - 광주 충장사 무등일보, 2012.06.13.
- 호남정신 뿌리찾아-77. 충용장 김덕령, 팔도 의병 총수 되다 - 광주 충장사 무등일보, 2012.06.20.
- 호남정신 뿌리찾아-78. 김덕령, 거제 장문포 수륙 합동 작전 에 참전 무등일보, 2012.06.27.
- 호남정신 뿌리찾아-79. 거제 장문포 수륙 합동 작전, 실패로 끝나다 - 무등일보, 2012.07.04.
- 호남정신 뿌리찾아-80. 김덕령, 2차 진주성 전투 순절자 위해 제사 지내다 무등일보, 2012.07.11.
- 호남정신 뿌리찾아-81. 김덕령, 살인죄로 옥에 갇히다 무등일보,  2012.07.18.
- 호남정신 뿌리찾아-82. 김덕령, 이몽학의 난 연루 다시 투옥 무등일보, 2012.07.25.
- 호남정신 뿌리찾아-83. 선조 임금, 김덕령을 직접 심문하다. 무등일보, 2012.08.01.
- 호남정신 뿌리찾아-84. 충용장 김덕령, 형문 끝에 옥사하다 무등일보, 2012.08.08.
- 호남정신 뿌리찾아-85. 취하였을 때의 노래여, 恨의 노래여 - 풍암정, 취가정에서 무등일보, 2012.08.15.
- 호남정신 뿌리찾아-86. 정조임금, 김덕령에게 충장공 시호를 내리다 - 광주 북구 충효동 정려비각 무등일보, 2012.08.22.